# Guerra polaco-rusa (1605-1618)
La guerra polaco-rusa (1605-1618) o guerra polaco-moscovita tuvo lugar a principios del siglo XVII como una secuencia de conflictos e invasiones hacia el este llevadas a cabo por la Mancomunidad de Polonia-Lituania, o por ejércitos privados y mercenarios liderados por los magnates (la aristocracia de la Mancomunidad), en un momento en que el Zarato ruso estaba desgarrado por una serie de guerras civiles —un periodo conocido en la historia rusa como el Período Tumultuoso— provocadas por la crisis dinástica rusa y el caos interno general. Los bandos y sus objetivos cambiaron varias veces durante el conflicto: la Mancomunidad no estuvo formalmente en guerra con el Zarato ruso hasta 1609, y varias facciones rusas luchaban entre ellas, aliadas con la Mancomunidad u otros países o luchando contra ellos. Suecia también participó en el conflicto durante la guerra de Ingria (1610-1617), a veces aliada con el Zarato moscovita, y otras en su contra. Los objetivos de las diversas facciones cambiaron frecuentemente, en una escala que va desde pequeños cambios fronterizos, intentar imponer en el trono ruso a los reyes polacos o a impostores apoyados por Polonia o incluso la creación de un nuevo estado formando una unión entre la Mancomunidad y el Zarato.
La guerra puede ser dividida en cuatro etapas. En la primera etapa, algunos szlachta (nobles), animados por algunos boyardos rusos —pero sin el consentimiento del rey polaco Segismundo III Vasa— intentaron explotar la debilidad rusa e intervenir en su guerra civil apoyando a los impostores (fingían ser el zarévich Dimitri Ivánovich de Rusia) que reclamaban el trono del zar de Rusia, Dimitri I «El Falso» y posteriormente Dimitri II «El Falso», contra los zares coronados Borís Godunov y Vasili Shuiski (Basilio IV). La primera iniciativa de intervención polaca empieza en 1605 y acaba en 1606 con la muerte del primer falso Dmitri. La segunda iniciativa empieza en 1607 y dura hasta 1609, cuando el zar Basilio IV hizo una alianza militar con Suecia. En respuesta a esta alianza, el rey polaco Segismundo III decide intervenir oficialmente y declarar la guerra a Rusia, queriendo debilitar al aliado de Suecia y obtener concesiones territoriales.
Después de las primeras victorias de la Mancomunidad (batalla de Klúshino), que culmina con las fuerzas polacas entrando en Moscú en 1610, el hijo de Segismundo, el príncipe Ladislao, fue elegido zar por la Duma de los boyardos. De todos modos, Segismundo, poco después, decidirá adquirir el trono ruso para sí mismo. Esto inquieta a los boyardos pro-polacos, quienes podrían aceptar al moderado Ladislao pero no al pro-católico y anti-ortodoxo Segismundo. Como consecuencia, la facción pro-polaca boyarda desapareció, y la guerra se continuó en 1611, siendo las tropas polacas expulsadas de Moscú, aunque consiguieron la importante plaza de Smolensk (ver sitio de Smolensk (1609-1611)). Al fin, debido a problemas internos tanto en la Mancomunidad como en Rusia, las hostilidades militares se redujeron entre 1612 y 1617, momento en el que Segismundo lleva a cabo un último intento de conquistar el Zarato ruso, que fracasa. La guerra finalmente acaba en 1618 con la Paz de Deúlino, que otorga a la Mancomunidad ciertas concesiones territoriales, pero no con el control sobre Rusia, la cual sale de la guerra con su independencia intacta.

## Denominaciones de la guerra
Se conoce este conflicto por varias denominaciones, aunque comúnmente se lo llama guerra ruso-polaca, con el término alusivo a Rusia en lugar del término histórico Zarato ruso o Zarato moscovita. En la historiografía polaca, las guerras son denominadas usualmente Dimitríadas: la Primera Dimitríada (1605-1606), la Segunda Dimitríada (1607-1609) y la guerra polaco-moscovita (1609-1618), que puede a su vez ser dividida en dos partes, 1609-1611 y 1617-18, aunque en algunas ocasiones no se incluya esta última, y se conozca como la campaña moscovita de Chodkiewicz. De acuerdo a la historiografía rusa, los acontecimientos caóticos de la guerra se incluyen en el Período Tumultuoso. El conflicto con los polacos es comúnmente nombrado como la invasión polaca, la intervención polaca o, más específicamente la intervención polaca de principios del siglo XVII.

## Antecedentes de la guerra
A finales del siglo XV y principios del XVI, el Zarato ruso estaba en un estado de crisis política y económica. Después de la muerte del zar Iván IV el Terrible en 1584, y la muerte de su hijo menor, el zarévich Dmitri en 1591, varias facciones competían por el trono del zar. En 1598, Borís Godunov fue coronado como zar, marcando el final del gobierno de la dinastía Rúrika, que duraba ya siglos. Mientras que sus políticas fueron moderadas y bien intencionadas, su gobierno estuvo manchado por la percepción general de que su legitimidad como zar era cuestionable y las supuestas alegaciones sobre su involucración en el asesinato que puso fin a la línea rúrica, el del pequeño Dimitri. Mientras que Godunov supo mantener a la oposición bajo su control, no fue capaz de aplastarla completamente. Como añadidura a sus problemas, los primeros años del siglo XVII fueron extremadamente fríos. La caída de temperatura se sintió por todo el mundo, probablemente causada por la erupción de un volcán en Sudamérica. En Rusia, este enfriamiento, resultó en una gran hambruna, que devastó el país entre 1601 y 1603.
A finales de 1600, una embajada polaco-lituana encabezada por el Gran Canciller de Lituania Lew Sapieha conjuntamente con Eliasz Pielgrzymowski y Stanisław Warszycki llegó a Moscú proponiendo una alianza entre la Mancomunidad y Rusia, que incluiría una futura unión personal. Proponía que tras la muerte de uno de los monarcas sin herederos, el otro se convertiría en el gobernante de ambos países. El zar Godunov declinó la propuesta de unión y únicamente accedió a extender la tregua de la Paz de Jam Zapolski —que había puesto fin a las guerras moscovito-lituanas del siglo XV— durante 22 años más (hasta 1622).
Segismundo y los magnates de la Mancomunidad eran conscientes de que no serían capaces de llevar a cabo ninguna invasión seria de Rusia, ya que su ejército era demasiado pequeño, su tesoro estaba siempre vacío, y la guerra carecía del apoyo popular. De todos modos, al ver la situación en Rusia deteriorada, el rey y algunos de los magnates, especialmente aquellos que poseían tierras y fuerzas cerca de la frontera, comenzaron a vislumbrar una manera de sacar provecho del caos y de la debilidad de su vecino oriental. Estos planteamientos se demostraron de fácil realización, ya que mientras tanto, muchos boyardos rusos, descontentos con la guerra civil vigente, intentaron convencer a varios vecinos, incluyendo a la Mancomunidad, para que intervinieran. Algunos de ellos buscaban su propio provecho, intentando organizar sus apoyos para su propia ascensión al trono ruso. Otros, animados por la atractiva Libertad Dorada que regía las relaciones entre la aristocracia en la Mancomunidad, planearon, conjuntamente con algunos políticos polacos, la manera de llegar a algún tipo de unión entre los dos estados. Aun otros boyardos, intentaron ligar su destino al de Suecia en lo que sería conocido como Campaña De la Gardie y la guerra de Ingria.
Los partidarios de una unión de Polonia-Lituania con el Zarato moscovita propusieron una unión, similar a la Unión de Lublin original polaco-lituana, que incluyera una política de exteriores y militar común; el derecho para la nobleza de elegir el lugar donde vivir y donde comprar terrenos; la retirada de las barreras para el comercio y el tránsito; la introducción de una moneda común; incrementar la tolerancia religiosa en Rusia (especialmente el derecho a construir iglesias de confesiones no-ortodoxas); y el envío de los hijos de los boyardos rusos a academias más avanzadas polacas (como la Universidad Jagellónica). De todos modos, este proyecto no tuvo nunca muchos partidarios, muchos boyardos temían que la unión con la predominantemente católica Polonia-Lituania pondría en peligro las tradiciones ortodoxas rusas, por lo que se oponían a cualquier cosa que amenazara la cultura rusa, especialmente en lo referente a las medidas orientadas a reducir la influencia de la Iglesia ortodoxa, los matrimonios interconfesionales y la educación en las escuelas polacas que ya habían llevado a la polonización de las tierras rutenas bajo control polaco.

## La invasión polaca (1605-1606)

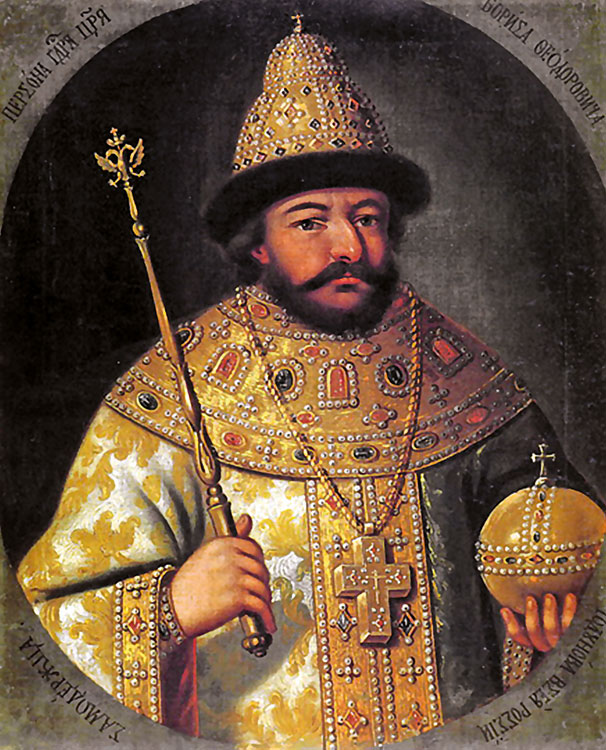
Borís Godunov.

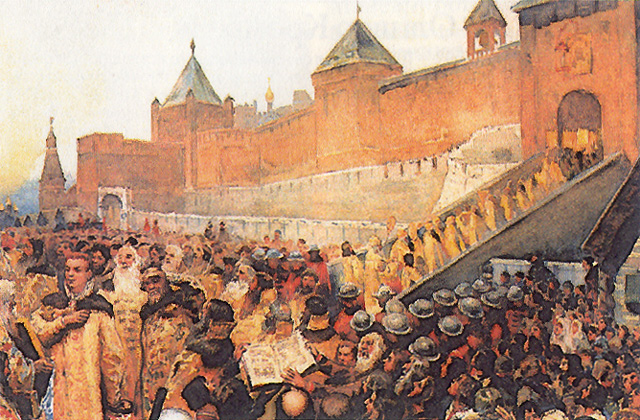
Dimitri I «El Falso» entra en Moscú el 20 de junio de 1605. Obra de Klavdi Lébedev.

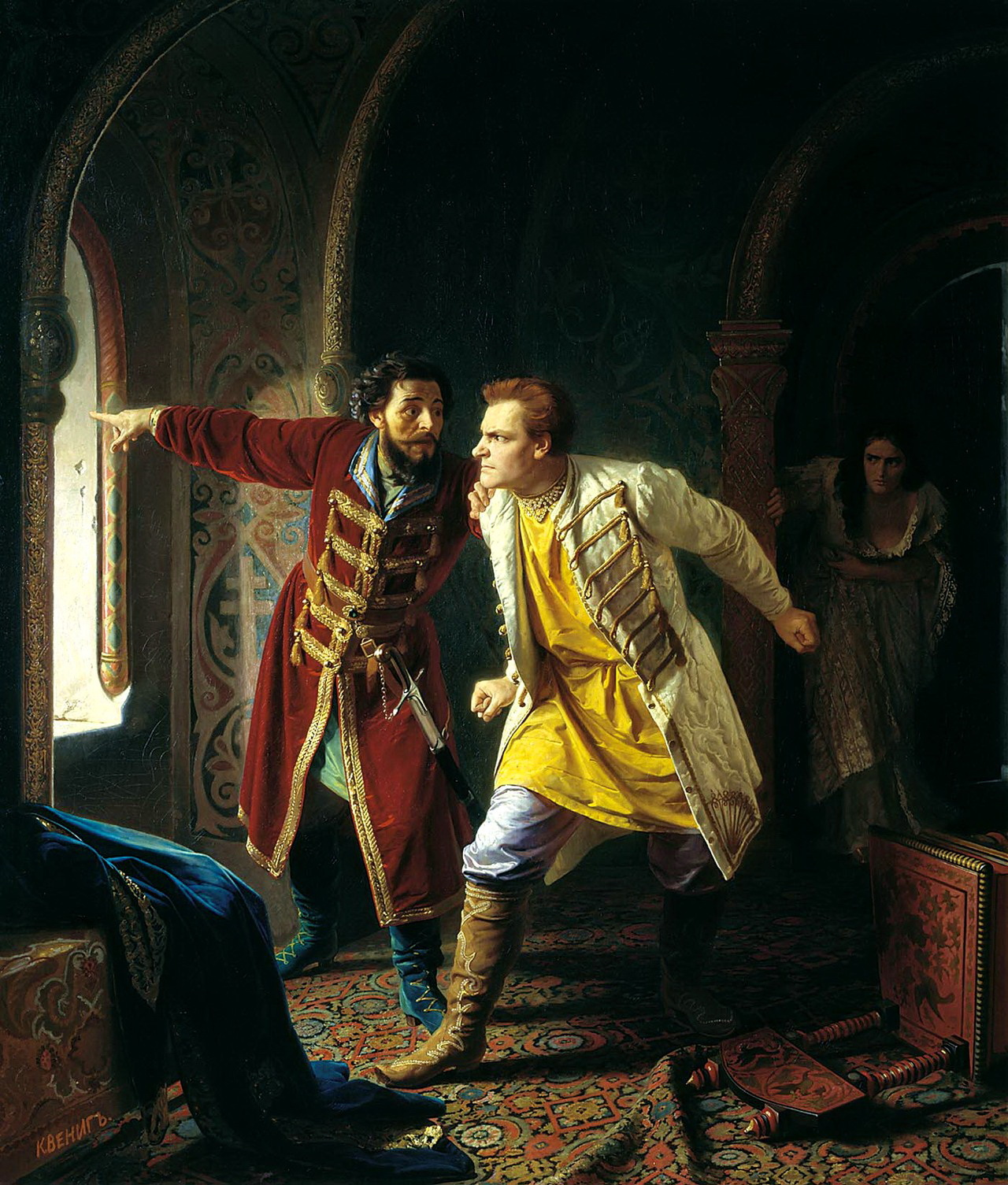
Últimos minutos de Dimitri I «El Falso» de Karl Wenig, pintado en 1879. Dimitri el Falso intentó huir de los conspiradores por una ventana, pero se rompió una pierna y le dispararon. Tras ser quemado su cuerpo, sus cenizas fueron disparadas por un cañón en dirección a Polonia.

Durante la mayoría de su reinado en el siglo XVII, Segismundo III estuvo ocupado en problemas internos, como la guerra civil en la Mancomunidad, las guerras con Suecia y las guerras en Moldavia. A pesar de todo, cuando el impostor Dimitri I «El Falso» apareció en Polonia en 1603, encontró rápidamente el apoyo entre poderosos magnates como Michał Wiśniowiecki o Lew y Jan Piotr Sapieha, quienes le financiaron para la campaña contra Godunov. Los magnates esperaban conseguir ganancias materiales de la campaña y el control del Zarato moscovita mediante el falso Dimitri. Por añadidura, tanto los magnates polacos como los boyardos rusos tenían planes para la unión entre la Mancomunidad y el Zarato, de una manera similar a la que Lew Sapieha había planteado a Godunov y éste había rechazado en 1600. Finalmente, los partidarios del catolicismo vieron en Dimitri un medio para extender la influencia de su iglesia hacia el este. De hecho, tras sus promesas de una entidad ruso-polaca dominada por los católicos entablando una guerra con el Imperio otomano, los jesuitas también le dieron fondos y educación. Aunque Segismundo declinó el apoyar a Dimitri oficialmente con el poder de la Mancomunidad, el rey polaco estaba siempre dispuesto a respaldar iniciativas procatólicas y le proveyó con 4000 złoty, -suficientes para unos pocos centenares de soldados. Sin embargo, algunos de los partidarios de Dimitri, especialmente entre aquellos involucrados en la rebelión, activamente se esforzaron en conseguir que Dimitri reemplazara a Segismundo. A cambio, en junio de 1604 Dimitri prometió a la Mancomunidad «la mitad del territorio de Smolensk». De todos modos, mucha gente contemplaba escépticamente el futuro de esta empresa. Jan Zamoyski, opuesto a la mayoría de las políticas de Segismundo, posteriormente comentaría el asunto de Dimitri "El Falso" como una «comedia digna de Plauto o Terencio».
Cuando Borís Godunov oyó hablar sobre el pretendiente, proclamó que aquel hombre no era más que un monje huido llamado Grigori Otrépiev, aunque la información en la que se basó para hacer esta afirmación no está clara. El apoyo de Godunov entre los rusos empezó a desvanecerse, especialmente al esforzarse a difundir contrarumores. Algunos de los boyardos rusos también empezaron a respaldar a Dimitri, con la intención de no pagar impuestos a Godunov.
Dimitri atrajo a unos cuantos seguidores, formando un pequeño ejército, que juntamente con tres mil quinientos soldados de los ejércitos privados de los magnates de la Mancomunidad y los mercenarios comprados con su propio dinero, se pusieron en camino a Rusia en junio de 1604. Algunos de los demás enemigos de Godunov, como aproximadamente 2000 cosacos del sur, se unieron a las fuerzas de Dimitri en su camino a Moscú. Estas fuerzas se enfrentaron en dos ocasiones a los soldados rusos; en la primera ocasión, en Nóvgorod-Síverski, venció Dimitri consiguiendo poco después el control de Cherníhiv, Putivl, Sevsk, y Kursk; en la segunda, la batalla de Dobrýnichi perdió, quedando su ejército prácticamente desintegrado. La causa de Dimitri se salvó solo por las noticias de la muerte del zar Borís Godunov.
La muerte repentina del zar el 13 de abril de 1605, supuso la retirada del principal obstáculo para los avances de Dimitri. Las tropas rusas empezaron a pasarse al bando de este último, de modo que el 1 de junio los boyardos de Moscú encarcelaron al recientemente coronado zar Teodoro II, el hijo de Borís, y a su madre, asesinándolos poco después. El 20 de junio, el impostor hizo su entrada triunfal en Moscú, siendo coronado zar el 21 de julio por un patriarca de su propia elección, Ignacio, quien, como obispo de Riazán, había sido el primer jerarca eclesiástico en reconocer a Dimitri como zar. La alianza con Polonia fue reforzada por su matrimonio (per procura, con un representante, en Cracovia) con la hija de Jerzy Mniszech, Marina Mniszech, una noble polaca de la que Dimitri se había enamorado durante su estancia en Polonia. La nueva zarina ofendió a muchos rusos al rechazar convertirse a la fe ortodoxa rusa. El rey de la Mancomunidad, Segismundo, fue un preeminente invitado a su boda. Marina pronto marcharía para Moscú para unirse a su marido, donde sería coronada como zarina en mayo.
A pesar de que el gobierno de Dimitri no tuvo muchos fallos o equivocaciones significativas, su posición era débil. Muchos boyardos sintieron que podrían ganar más influencia o incluso el trono para ellos mismos, y muchos también se sentían cautelosos ante los avances de la influencia cultural polaca, especialmente en vista de la dominación creciente sobre su corte de los extranjeros que había traído consigo de Polonia. Las Libertades Doradas, que declaraban como iguales a todos los nobles, eran respaldadas por la nobleza menor, pero amenazaban a los boyardos más poderosos. Así, los boyardos, encabezados por el príncipe Vasili Shuiski, empezaron a conspirar contra Dimitri y su facción pro-polaca, acusándolo de homosexual, de difundir el catolicismo y las costumbres polacas, y de vender el Zarato moscovita a los jesuitas y el Papa. Ganaron apoyo popular, especialmente a raíz del hecho que Dimitri se protegía con unos cientos de soldados irregulares de la Mancomunidad, que todavía estaban guarnecidos en Moscú, y se habían visto involucrados en varios actos criminales, hecho que agitaba las iras de la población local.
En la mañana del 17 de mayo de 1606, unas dos semanas después del matrimonio, los conspiradores entraron en el Kremlin de Moscú. Dimitri intentó escapar por una ventana pero se rompió una pierna en la caída. Uno de los conspiradores le disparó y mató allí mismo. Al principio hubo disputas sobre qué hacer con el cuerpo, pero finalmente fue quemado. Sus cenizas fueron disparadas con un cañón hacia Polonia. El reinado de Dimitri había durado meramente diez meses. Vasili Shuiski lo reemplazó como zar. Alrededor de quinientos partidarios de Dimitri fueron ejecutados, encarcelados u obligados a abandonar el Zarato.

## La segunda invasión (1607-1609)

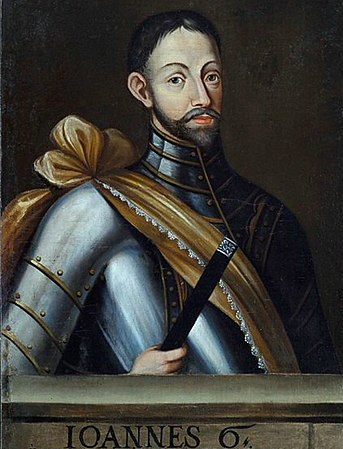
Jan Piotr Sapieha, comandante polaco de las tropas estacionadas en Moscú. Sapieha era conocido por su crueldad hacia el pueblo ruso y fue apodado Pan Hetman, que significa "señor general".

El zar Vasili Shuiski era impopular y su posición era débil, de modo que su zarato estaba lejos de ser estable. Se lo percibía como antipolaco; había liderado el golpe contra el primer Falso Dmitri, matando a más de 500 soldados polacos en Moscú y encarcelando a un enviado polaco. La guerra civil continuó, cuando en 1607 apareció el Dimitri II «El Falso», nuevamente apoyado por algunos magnates polacos y reconocido por Marina Mniszech como su primer marido. Esto le valió el apoyo de los magnates de la Mancomunidad polaco-lituana que habían apoyado antes al Falso Dmitri I. Adam Wiśniowiecki, Roman Różyński y Jan Piotr Sapieha decidieron apoyar también al segundo pretendiente, proporcionándole algunos fondos iniciales y unos 7500 soldados. El saqueo al que se entregaba su ejército, especialmente los mercenarios de la Lisowczycy comandados por Aleksander Lisowski, dio lugar a una proclama en Sérguiev Posad que decía: «tres plagas: tifus, tártaros y polacos». En 1608, juntamente con unos centenares de cosacos del Don encabezados por Aleksander Kleczkowski, algunos szlachta y mercenarios, derrotaron al ejército del zar Vasili Shuiski comandado por Zajari Liapunov e Iván Jovanski en la batalla de Zaraisk, capturando Mijáilov y Kolomna. Entonces la Lisowczycy avanzó hacia Moscú siendo derrotado en la batalla de Medvezhi Brod por Vasili Buturlín, perdiendo la mayoría de su botín. Cuando el comandante polaco Jan Piotr Sapieha fracasó en el sitio del Monasterio de la Trinidad y de San Sergio, la Lisowczycy se retiró a las cercanías de Rajmántsevo, aunque, de todos modos, obtuvo éxitos en los saqueos de Kostromá, Soligálich y algunas otras ciudades.

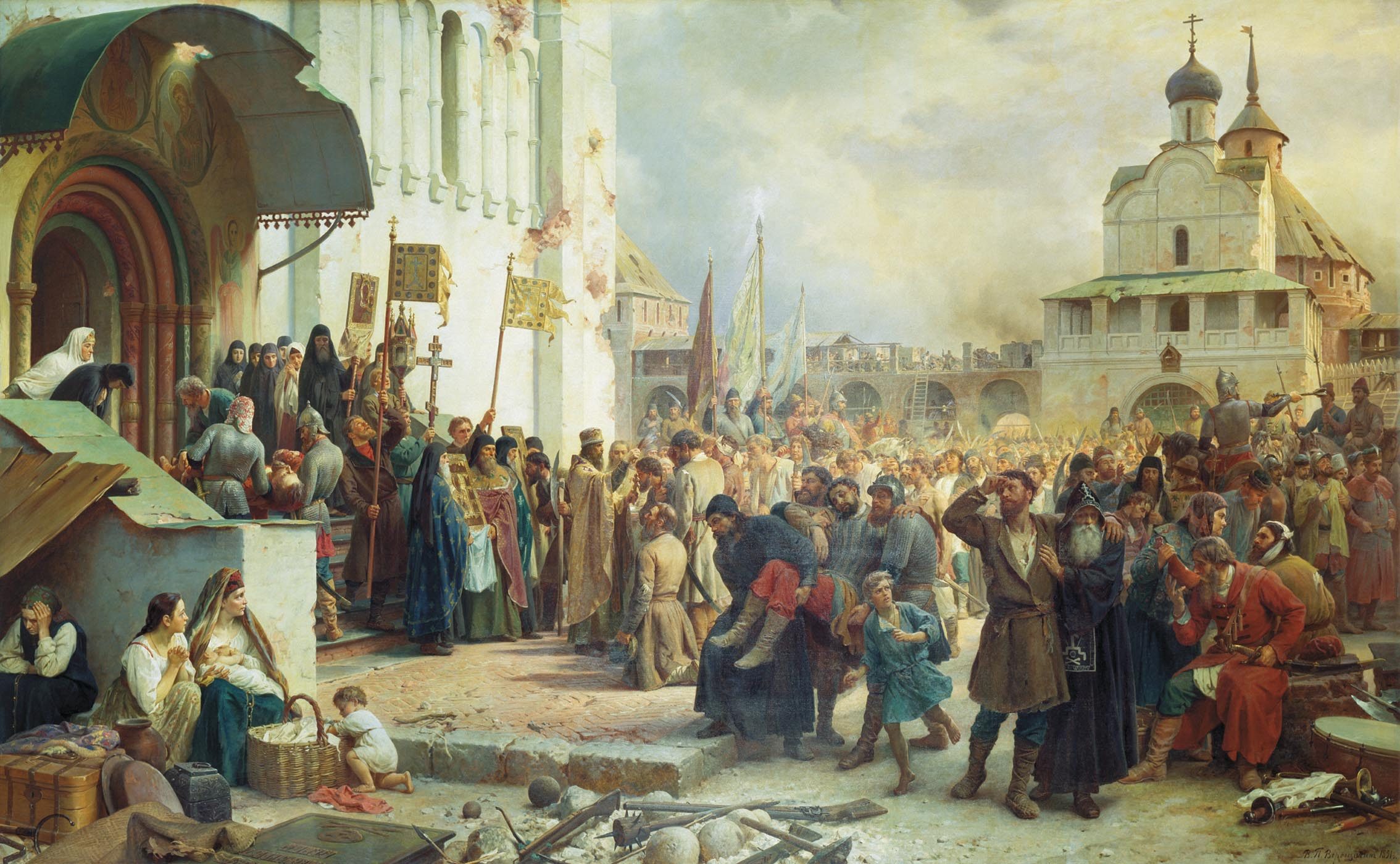
Defensa del monasterio de la Trinidad y de San Sergio, obra de Vasili Vereshchaguin, 1891.

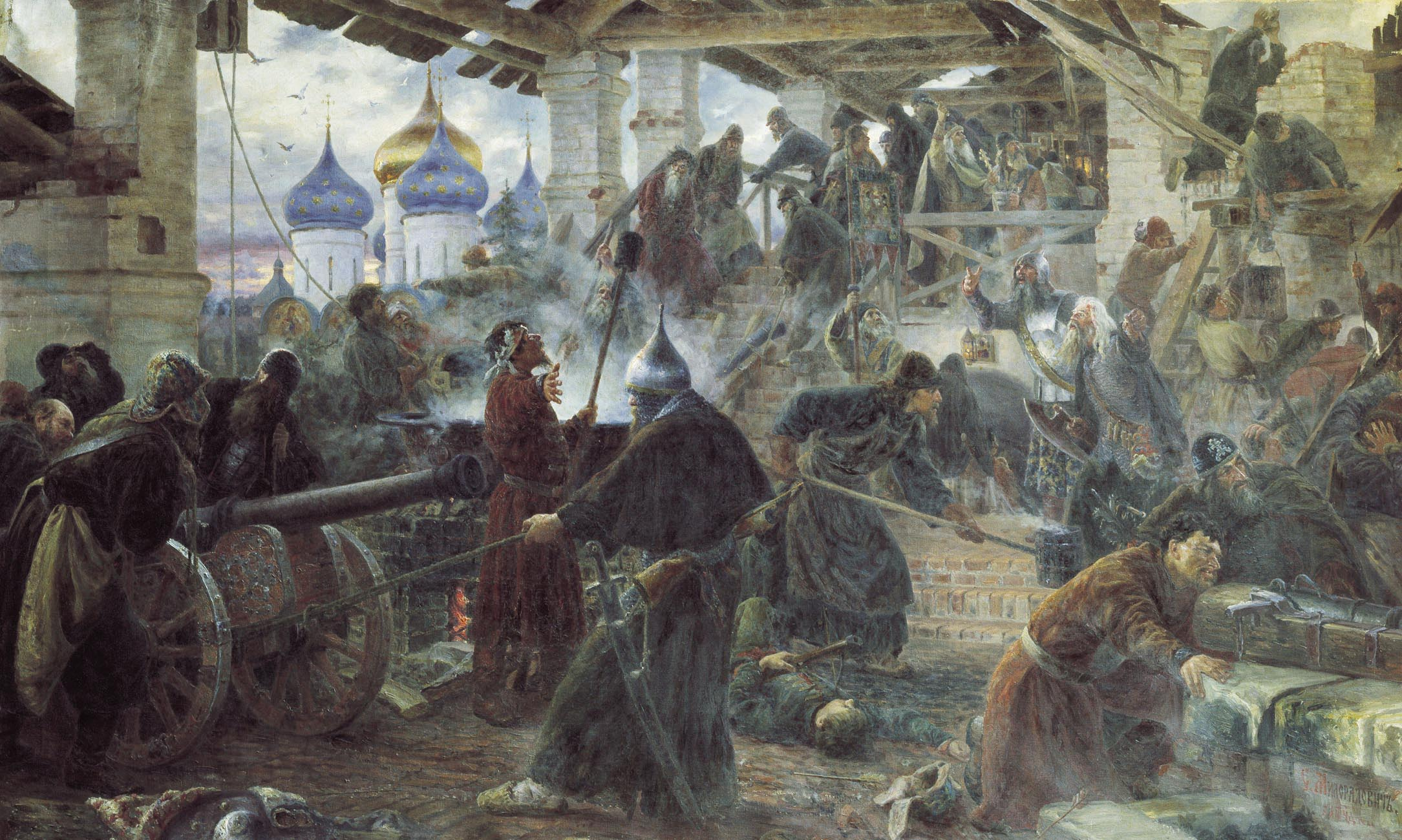
La defensa del Monasterio de la Trinidad y de San Sergio por los monjes ortodoxos liderados por el cronista Avraami Pálitsyn (septiembre de 1609 a enero de 1611). Pintura de Serguéi Milorádovich.

Dmitri rápidamente capturó Karáchev, Briansk y otras ciudades. Recibió refuerzos de los polacos, y en primavera de 1608 marchó hacia Moscú, derrotando a las tropas del zar en Bóljov. Las promesas de Dmitri de la total confiscación de las tierras de los boyardos pusieron a mucha gente humilde de su lado. El pueblo de Túshino, a unos doce kilómetros de la capital, se convirtió en un campamento armado, donde Dmitri reunió a su ejército. Sus fuerzas originalmente incluían 7000 soldados polacos, 10 000 cosacos y 10 000 otros soldados, en los que se incluían antiguos miembros de la fracasada rebelión de Zebrzydowski pero su fuerza fue incrementándose hasta alcanzar unos 100 000 hombres. Elevó a otro ilustre cautivo, Fiódor Nikítich Románov al rango de Patriarca, con el nombre de Patriarca Filareto, ganando la alianza de las ciudades de Yaroslavl, Kostromá, Vólogda, Kashin y otras varias. Su suerte, sin embargo, cambió, al decidir la Mancomunidad de Polonia-Lituania tomar una parte más activa en las guerras civiles rusas.

## Guerra polaco-rusa (1609-1618)

### Victorias polacas (1609-1610)
El acuerdo firmado el 28 de febrero de 1609 por el zar Basilio IV (Vasili Shuiski) para forjar una alianza militar con Carlos IX de Suecia. logró acabar en Polonia con la rebelión de Zebrzydowski, consiguiendo Segismundo III, rey de la Mancomunidad y cuyo principal objetivo era recuperar el trono sueco, el permiso del Sejm para declarar la guerra al Zarato ruso. Segismundo veía en esta guerra una excelente oportunidad para expandir el territorio de la Mancomunidad y su esfera de influencia, con esperanzas de que la conquista de la Rusia ortodoxa, supondría asimismo su conversión al catolicismo (en lo que estaba muy apoyado por el papa) y le permitiría a su vez derrotar a Suecia. Este plan también le permitió darle un propósito a los numerosos partidarios rebeldes de Zebrzydowski, atrayéndoles con promesas de riqueza y fama al unirse a la campaña en la frontera oriental. Un libro publicado ese año por el noble polaco de Silesia, cortesano y activista político que viajó mucho, Paweł Palczowski de Palczowic, Kolęda moskiewska (The Muscovite Carol), comparaba a Rusia con los imperios amerindios del Nuevo Mundo, llenos de ciudades doradas fáciles de conquistar. 
El tratado fue escrito para promover el colonialismo polaco y persuadir a los delegados del Sejm en enero de 1609 para que apoyaran la expedición de Segismundo III al Zarato moscovita. El propio Palczowski participó y murió durante esa expedición de Segismundo. Algunos boyardos rusos aseguraron a Segismundo su apoyo ofreciendo el trono a su hijo, el príncipe Ladislao. Previamente, Segismundo no había estado dispuesto a comprometer la mayoría de las fuerzas polacas o su tiempo en el conflicto interno en el Zarato, pero en 1609 esos factores lo hicieron revaluar y cambiar radicalmente su política.

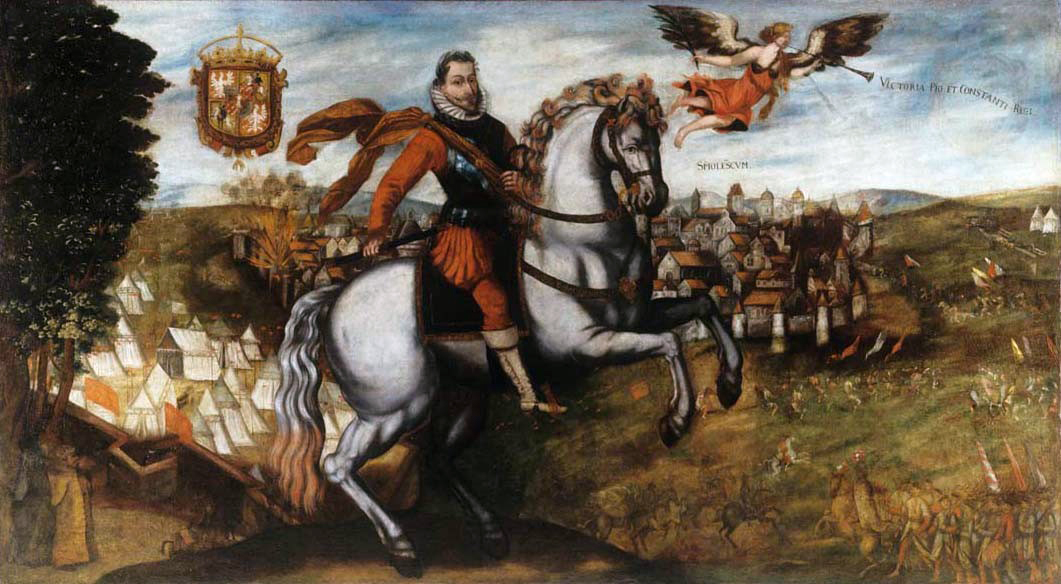
Segismundo III de Polonia Victorioso en Smolensk, del artista italiano Tommaso Dolabella.

Aunque muchos nobles polacos y soldados estaban luchando para Dmitri II en ese momento, Segismundo y sus tropas no actuaron a favor de la subida al trono de aquel, ya que Segismundo quería el Zarato moscovita para él mismo. La entrada de Segismundo en el Zarato supuso que la mayoría de los partidarios polacos de Dmitri II lo abandonaran, lo que contribuyó a su derrota. Una serie de desastres consecutivos indujeron a Dmitri II a escaparse del campamento disfrazado de campesino para refugiarse en Kostromá con Marina. Aun así, intentó un nuevo ataque fracasado contra Moscú, aunque tras saber conservar el apoyo de los cosacos del Don, supo lograr el control sobre el sudeste del Zarato moscovita. Finalmente, fue asesinado, mientras estaba en estado de ebriedad, el 11 de diciembre de 1610 por un príncipe tártaro del Janato de Qasim, Piotr Urúsov, al que Dmitri había azotado en una ocasión anterior.

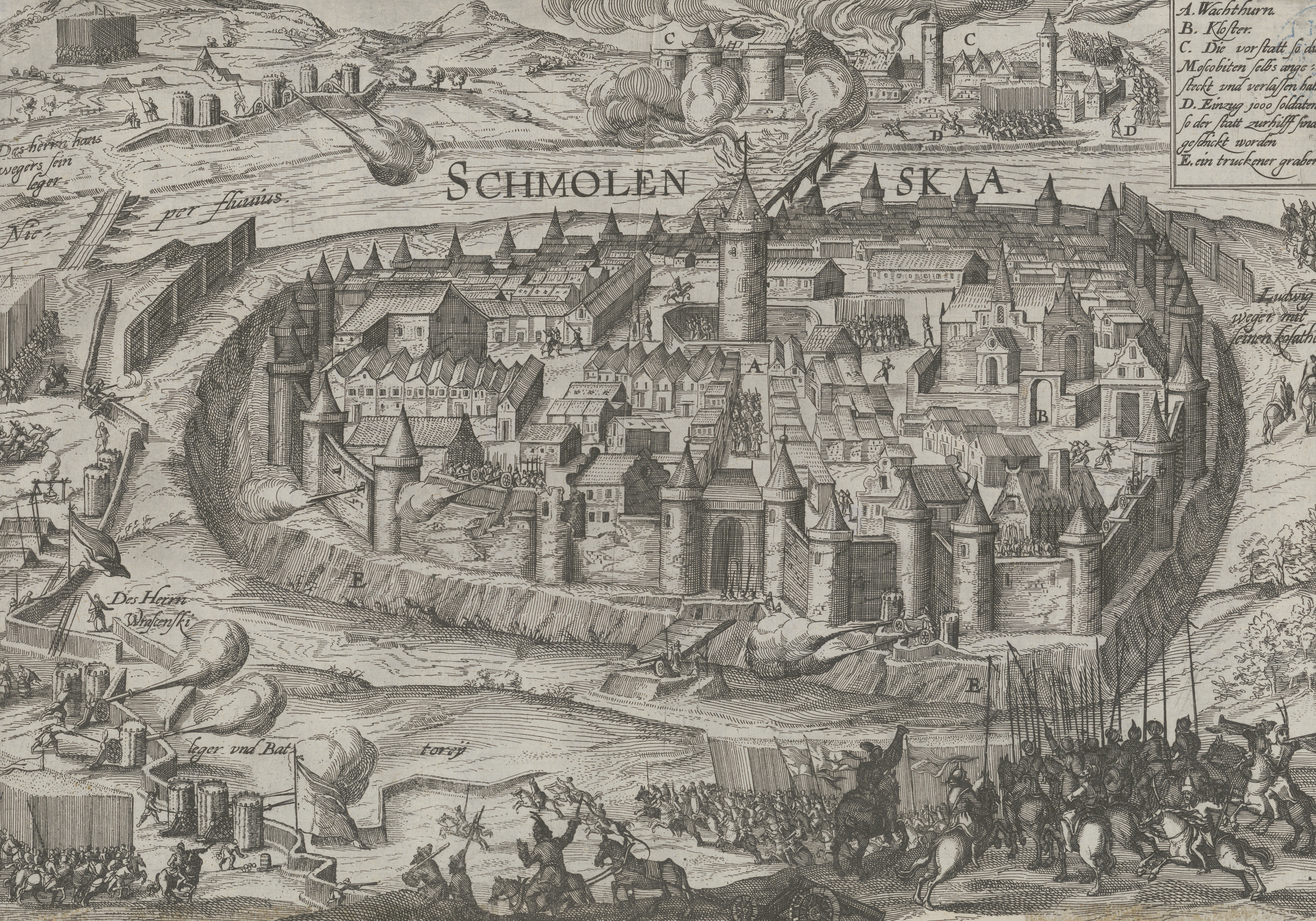
Asedio de Smolensk (1609-1611) por el ejército polaco, obra de un autor anónimo, posiblemente testigo del asedio

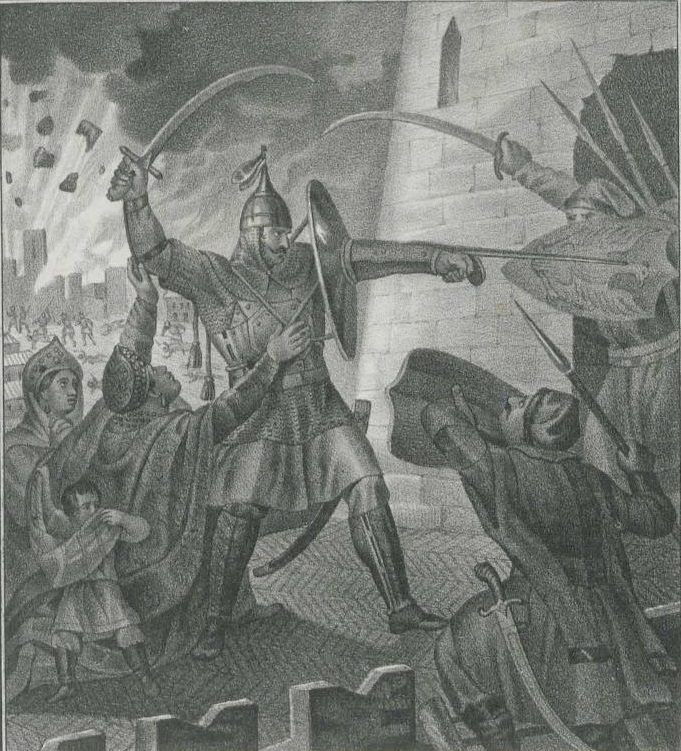
La defensa de Smolensk de los polacos por Borís Chórikov.

Un ejército de la Mancomunidad bajo el mando del hetman Stanisław Żółkiewski, quien se mostraba en términos generales opuesto a este conflicto, pero que no podía desobedecer las órdenes del rey, cruzó la frontera, poniendo el 29 de septiembre de 1609 sitio a Smolensk, una ciudad importante que el Zarato moscovita le había conquistado a Lituania en 1514. Smolensk estaba guarnecida por alrededor de 1000 rusos comandados por el voivoda Mijaíl Shéin, mientras que Żółkiewski contaba con 12 000 soldados. Sin embargo, Smolensk tenía una ventaja, poseía una gran fortaleza que había sido construida en 1602 bajo el zarato de Borís Godunov. Para los polacos fue impenetrable, pese al largo asedio, los disparos de la artillería a la ciudad o los intentos de abrir túneles por debajo del foso, y la construcción de muros defensivos de tierra, cuyos restos todavía se pueden ver hoy. El asedio duró 20 meses antes de que los polacos, con la ayuda de un desertor ruso llamado Andréi Dedishin, finalmente lograran tomar la fortaleza el 3 de junio de 1611.
No todos los ataques de la Mancomunidad resultaron ser exitosos. Un ataque temprano a Moscú, llevado a cabo por dos mil hombres bajo el mando del hetman Jan Karol Chodkiewicz, acabó en fracaso cuando, las tropas, sin paga, se amotinaron y obligaron a su comandante a retirarse a través del corazón del Zarato moscovita para volver a Smolensk. Hasta que el príncipe Ladislao llegó con refuerzos la guerra no asumiría un nuevo carácter. Mientras tanto, la Lisowczycy tomó y saqueó Pskov en 1610 y se enfrentó a los suecos que operaban en el Zarato durante la guerra de Ingria.

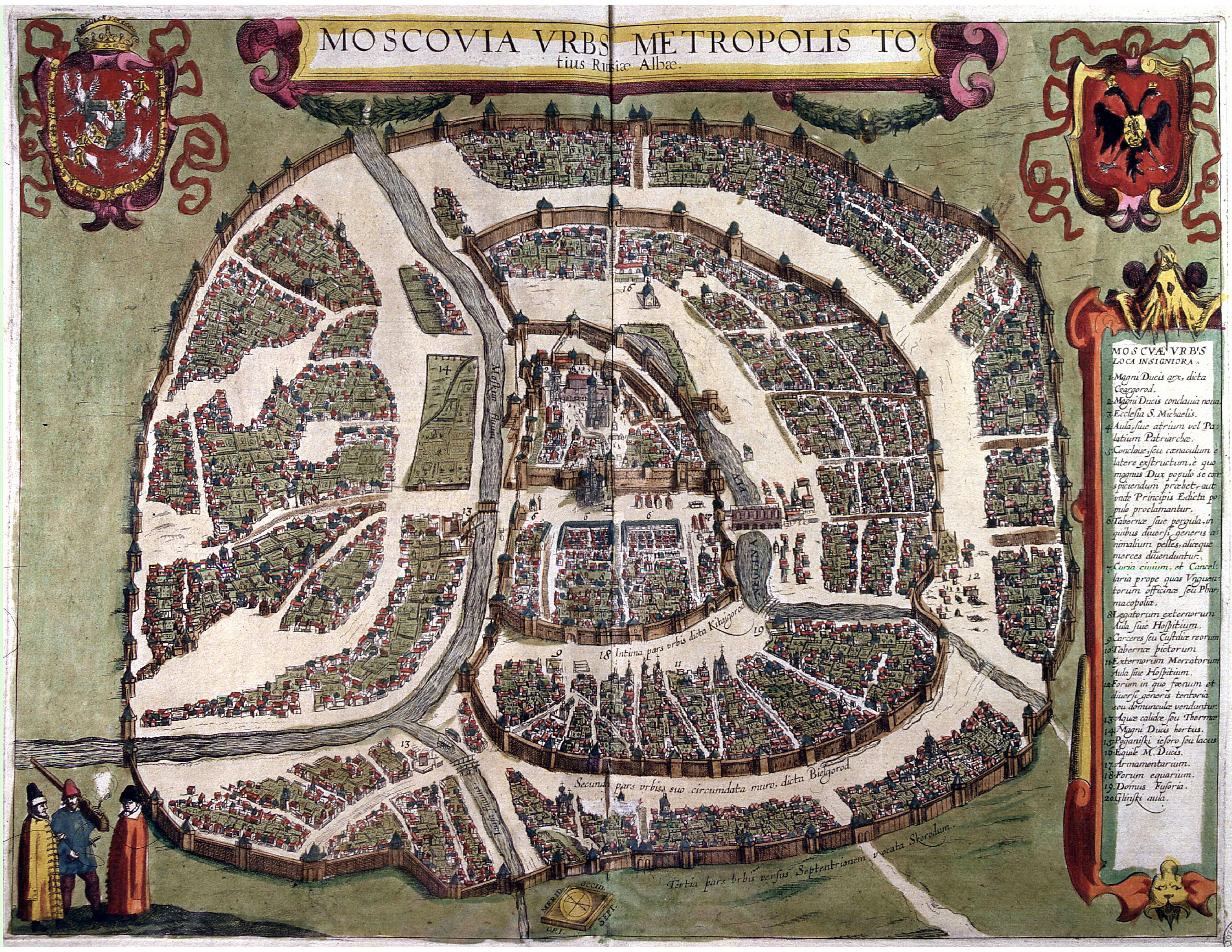
El llamado mapa "Segismundiano" que refleja el Moscú de 1610, encargado por Segismundo III de Polonia

Durante la campaña, varias visiones sobre la misma y objetivos políticos chocaron en el bando polaco. Algunos de los antiguos miembros de la rebelión de Zebrzydowski, oponentes de Segismundo, de hecho presentaron propuestas para destronar a Segismundo y elegir rey a Dmitri, o incluso a Shuiski. Żółkiewski, que desde el principio se opuso a la invasión del Zarato ruso, entró en conflicto con Segismundo sobre el alcance, los métodos y el objetivo de la campaña. Żółkiewski representaba el punto de vista tradicional de la nobleza polaca, los szlachta, que no apoyaban guerras agresivas y peligrosas contra enemigos fuertes como el Zarato moscovita. Así Żółkiewski estaba a favor de los planes para una unión voluntaria y pacífica, a ejemplo de la de Lituania. Żółkiewski ofrecía a los boyardos rusos derechos y libertad religiosa, visionando una asociación que resultara en la creación de la Mancomunidad de Polonia-Lituania-Moscovia. Para este fin, era de la opinión de que la cooperación de Moscú debía ser ganada por la vía diplomática, no por la fuerza. Segismundo III, sin embargo, no deseaba embarcarse en negociaciones políticas y compromisos, especialmente cuando estos debían suponer concesiones a la Iglesia ortodoxa. Segismundo era un partidario vocacional (casi fanático) de la Iglesia católica y de la Contrarreforma, y creía que podría ganar en todo y tomar Moscú por la fuerza, estableciendo su propio gobierno que fuera de la mano con el gobierno del catolicismo romano.

### Polacos en Moscú (1610)

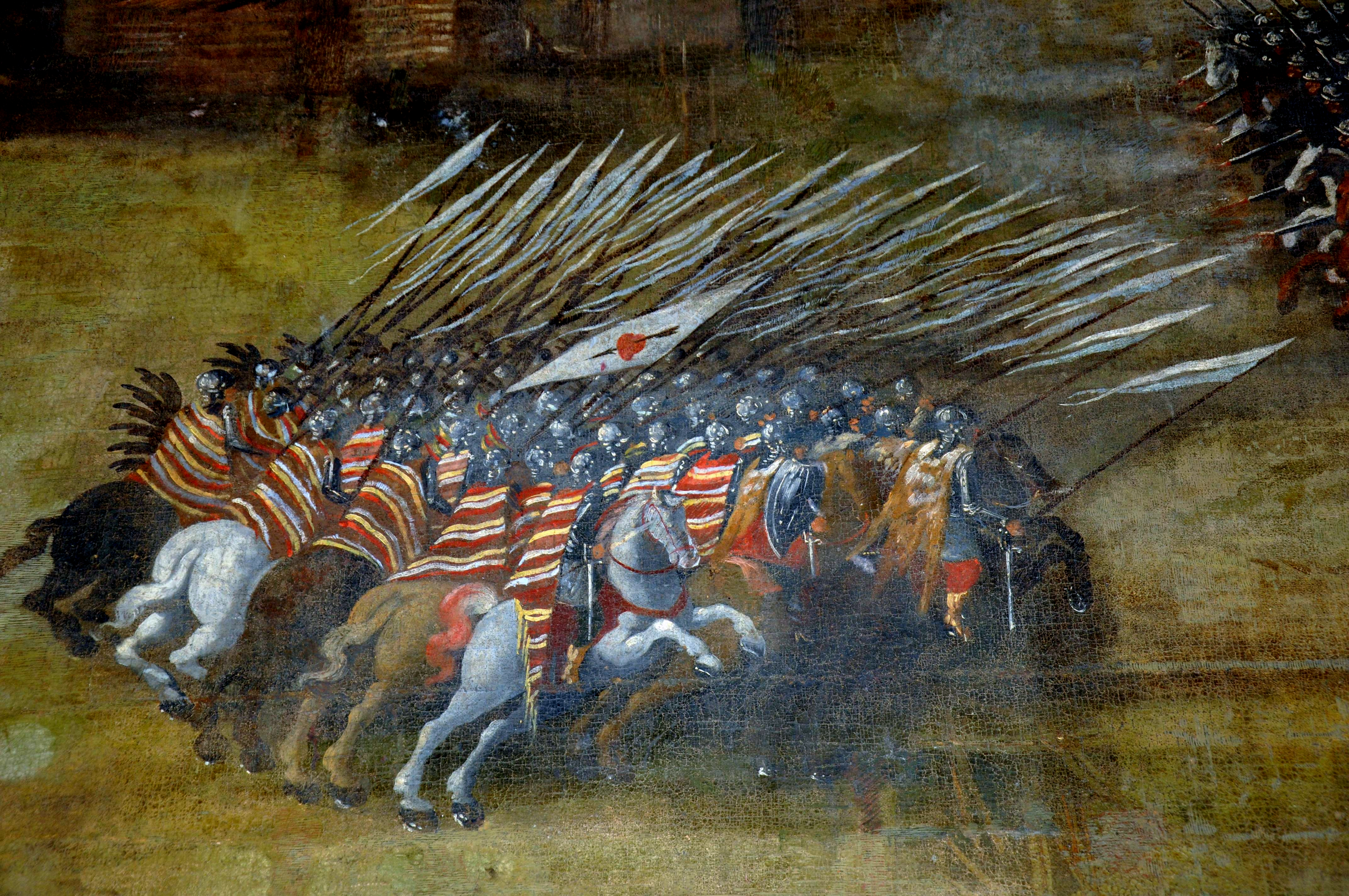
Formación de húsares alados polacos en la batalla de Klúshino.

El 31 de enero de 1610, Segismundo recibió una delegación de boyardos que se oponían a Shuiski, quienes pidieron que Ladislao fuera el zar. El 24 de febrero, Segismundo les envió una carta en la que mostraba su acuerdo, pero solo cuando Moscú estuviera en paz.
El hetman Żółkiewski (cuya única otra opción era amotinarse) decidió seguir las órdenes del rey y dejó Smolensk en 1610, tras recibir refuerzos cosacos, para marchar sobre Moscú, dejando en Smolensk una pequeña fuerza suficiente para sostener el asedio. Como él temía, el hecho de que las fuerzas polaco-lituanas presionaran en el este y saquearan las tierras rusas, unido a la aparente falta de voluntad en el compromiso de Segismundo, hizo que muchos de los partidarios de los polacos y del segundo Falso Dimitri dejaron el bando propolaco y volvieran al de Shuiski.
Las fuerzas moscovitas, bajo el mando de Grigori Volúyev se dirigieron a liberar Smolensk, fortificándose en el fuerte de Tsariovo-Záimishche (Carowo, Cariewo, Tsarovo-Zajmiszcze) para parar el avance polaco hacia Moscú. El sitio de Tsariovo-Záimishche empezó el 24 de junio. Los rusos, por su parte, no estaban preparados para un largo asedio, pues disponían de muy pocas provisiones y de agua dentro del fuerte. Volúyev le envió un mensaje a Shuiski (hermano del zar Shuiski) para que viniera en su ayuda y levantara el sitio. Las tropas de Shuiski se pusieron en marcha, pero no por la ruta directa, sino dando un rodeo por Klúshino, con la intención de llegar a Tsariovo por la espalda de sus enemigos. En el camino, Shuiski recibió también el apoyo de las fuerzas suecas que iban al mando de Jacob Pontusson De la Gardie.

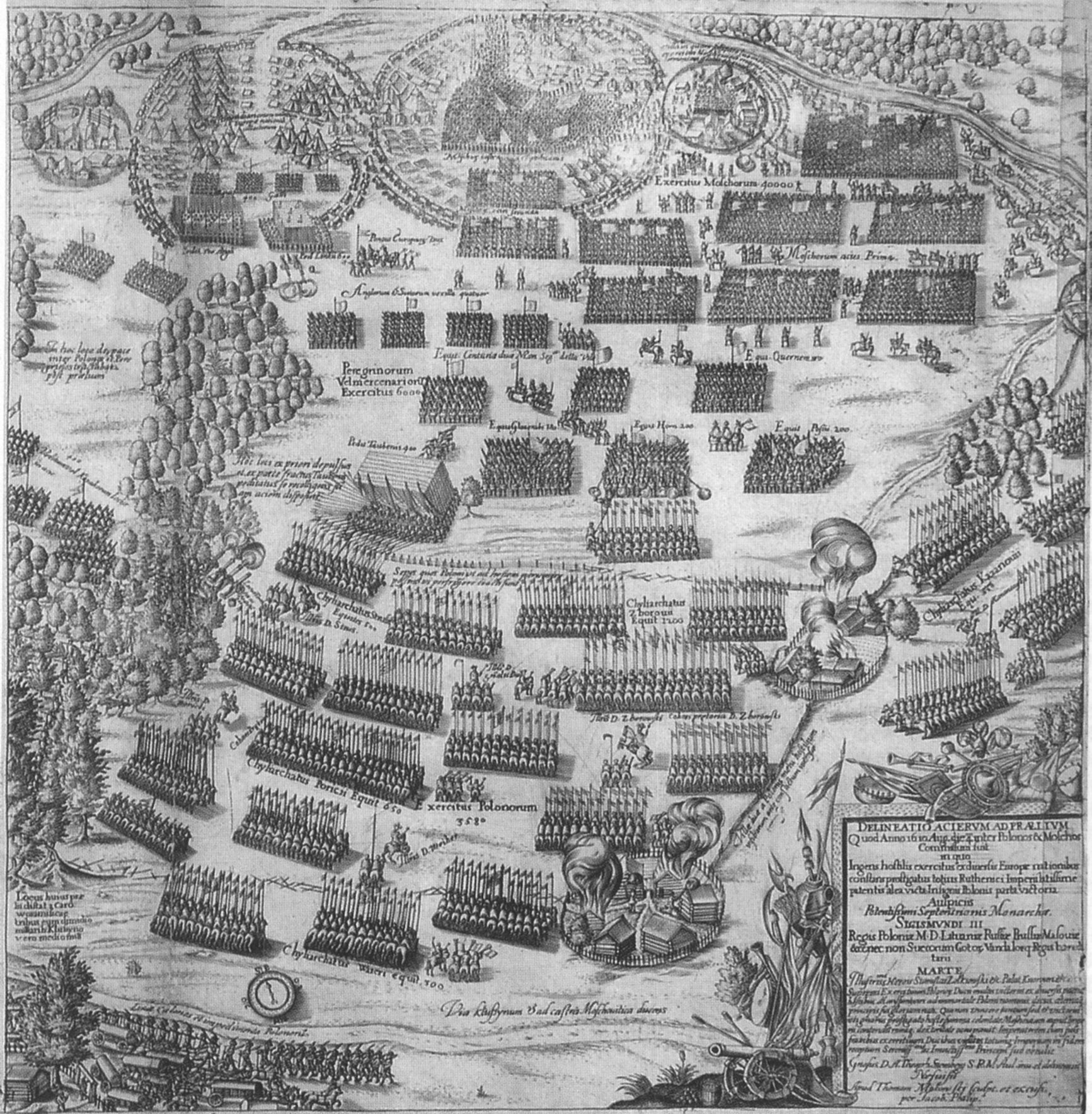
Distribución de las fuerzas en la batalla de Klúshino (24 de junio/4 de julio de 1610)

Żółkiewski se enteró de la ofensiva de Shuiski y dividió sus fuerzas para encontrar al contingente ruso antes de que llegaran a Tsariovo y levantó el sitio. Lo levantó durante la noche, de modo que Volúyev no se diera cuenta hasta la mañana. Las tropas de la coalición ruso-sueca fueron derrotadas el 4 de julio de 1610 en la batalla de Klúshino (Kłuszyn), donde 5000 jinetes polacos de la élite, los húsares alados, derrotaron a una fuerza muy superior en número, de alrededor de 35 000-40 000 soldados. Esa gran y sorprendente derrota, dejó en estado de shock a los rusos, abriendo una nueva fase en el conflicto.

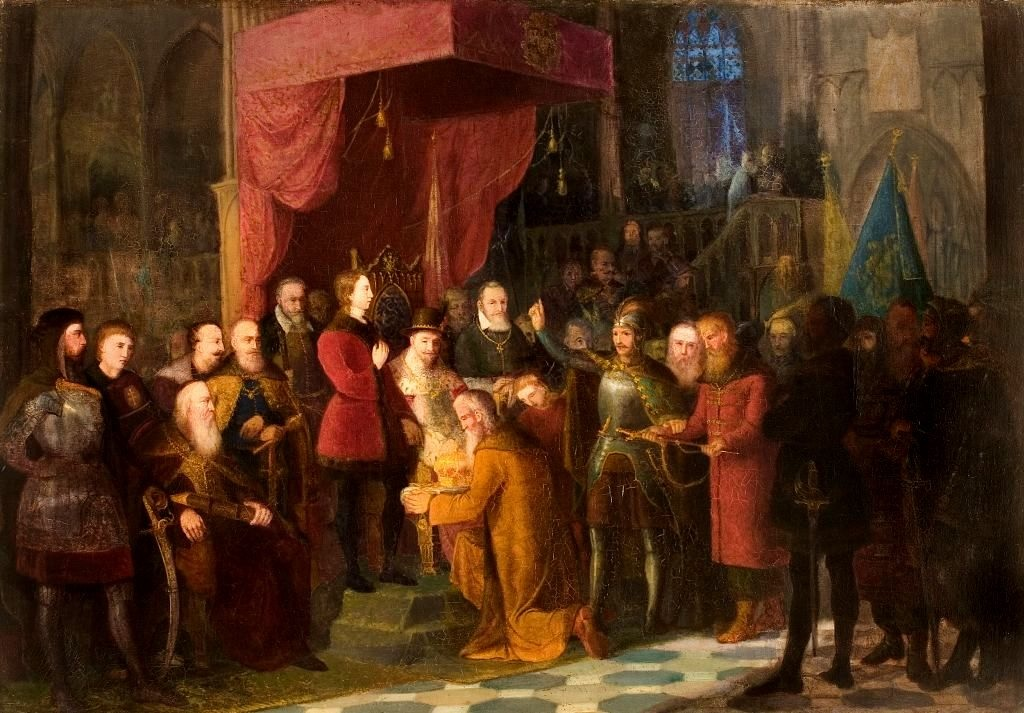
El zar Shuiski llevado por Zólkiewski al Sejm en Varsovia ante Segismundo III, óleo sobre lienzo de Jan Matejko.

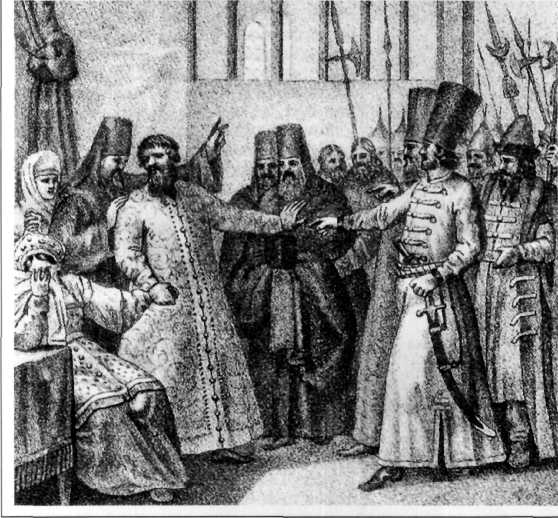
Vasili Shuiski es tonsurado en 1610. Grabado del siglo XIX

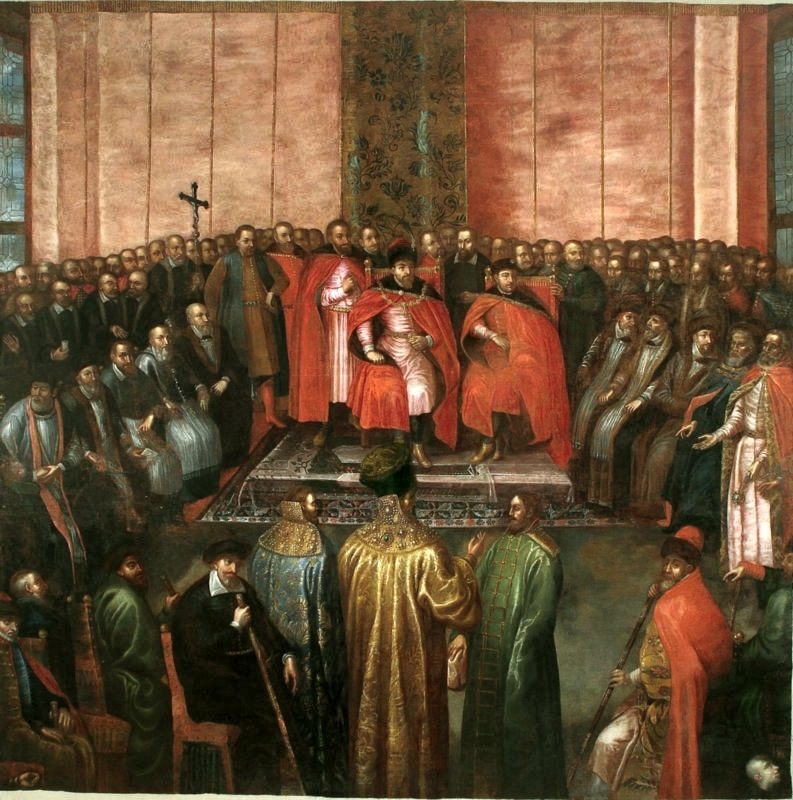
El depuesto zar Basilio IV y sus hermanos Dmitri Shuiski e Iván Shuiski-Púgovka juran lealtad al rey Segismundo III Vasa en el Castillo Real de Varsovia.

Después de las noticias del desastre de Klúshino, el apoyo al zar Shuiski prácticamente desapareció. Żółkiewski poco después convencería a las fuerzas rusas de Tsariovo, que eran mucho más numerosas que las de Klúshino, de que les convenía rendirse y jurar fidelidad a Ladislao. Una vez incorporadas a sus propias fuerzas, se dirigió hacia Moscú. En agosto de 1610, muchos boyardos habían aceptado ya la victoria de Segismundo III y que Ladislao sería el nuevo zar, siempre que se convirtiera a la ortodoxia oriental. La Duma rusa votó para que el zar Shuyski fuera destituido del trono. La familia de Shuyski, incluido el zar, fue capturada y, según se informa, Shuyski fue llevado a un monasterio, afeitado a la fuerza como monje y obligado a permanecer en el monasterio bajo vigilancia. Más tarde fue enviado a Varsovia, como una especie de trofeo de guerra, y finalmente murió en Gostynin.
Poco después de que Shuiski fuera destronado, tanto Żółkiewski como el segundo falso Dimitri llegaron a Moscú con sus respectivos ejércitos. Fue un momento tenso, lleno de la confusión del conflicto. Varias facciones de boyardos pro y antipolacos, suecos y nacionales intentaban tomar el control temporal de la situación. El ejército ruso y el propio pueblo no estaban seguros de si debían cerrar y defender la ciudad, o si la que se aproximaba era una fuerza liberadora y debían recibirla como aliados. Después de unas cuantas escaramuzas, la facción propolaca logró el dominio, los boyardos les abrieron las puertas de Moscú el 8 de octubre, y le pidieron a Żółkiewski que los protegiera de la anarquía rampante. El Kremlin de Moscú fue ocupado por una guarnición de tropas de la Mancomunidad capitaneadas por Aleksander Gosiewski. El 27 de julio, se firmó un tratado por el que se concedían los mismos vastos derechos a los boyardos rusos que a los szlachta polacos, a cambio de que reconocieran a Ladislao, de quince años, como el nuevo zar. Sin embargo, sin que Żółkiewski lo supiera, Segismundo, que permanecía en Smolensk, tenía otros planes.

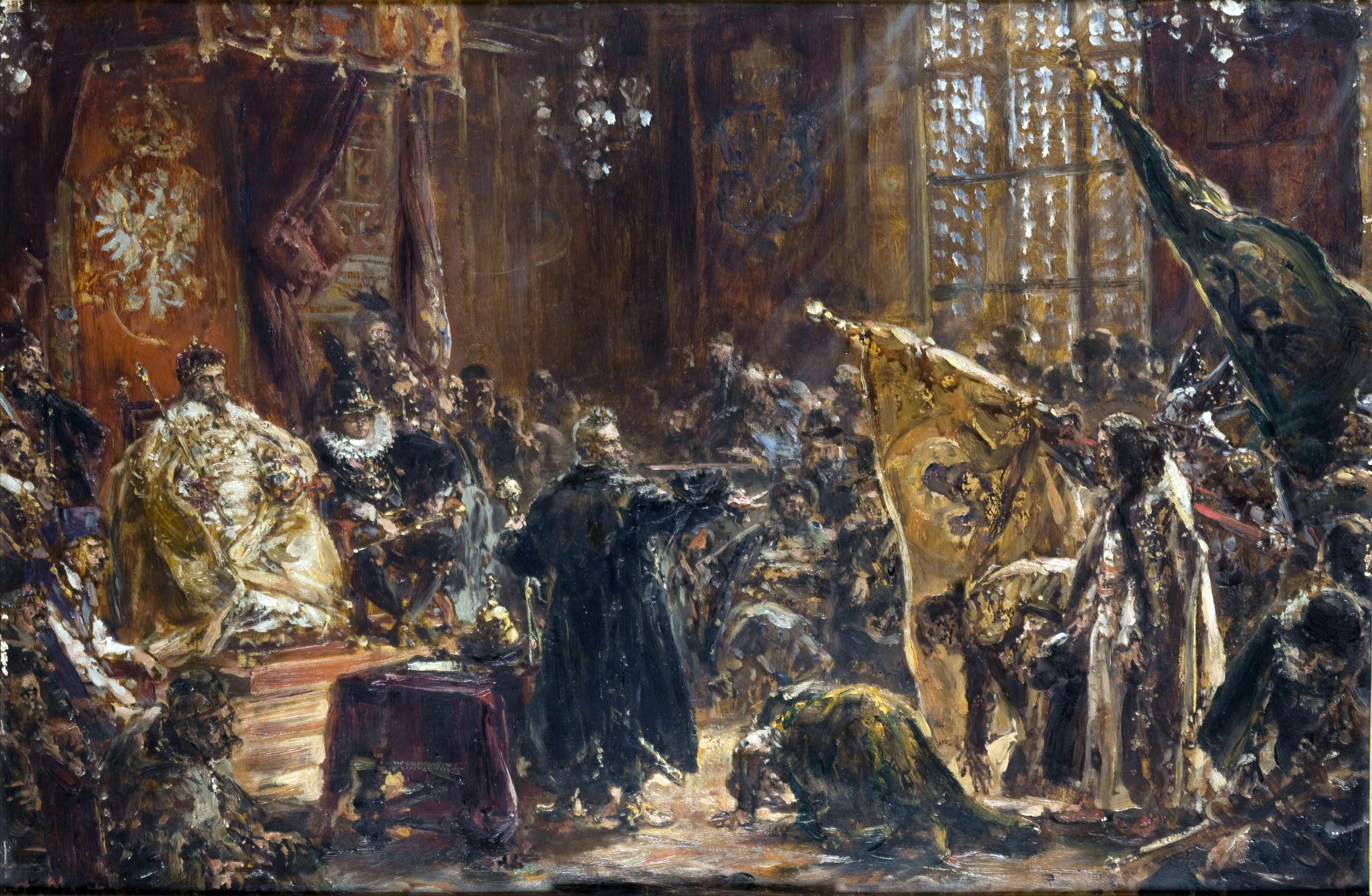
El zar Shuyski en el Sejm de Varsovia, cuando Żółkiewski obligó a arrodillarse al zar ruso Basilio IV ante el rey polaco Segismundo III Vasa en el Sejm del 29 de octubre de 1611, óleo sobre lienzo de Jan Matejko

En ese tiempo, las relaciones entre Żółkiewski y el falso Dimitri, antes aliados, empezaron a romperse. El segundo falso Dimitri había perdido la mayor parte de su influencia sobre la corte polaca, y Żółkiewski, tarde o temprano le tendría que hacer salir de la capital. Żółkiewski pronto comenzó a maniobrar para conseguir un zar de origen polaco, en particular el príncipe Ladislao, de 15 años. Como ya se ha comentado, los boyardos previamente habían ofrecido el trono a Ladislao al menos dos veces, con la esperanza de que la liberal Mancomunidad polaco-lituana pusiera fin al gobierno despótico de sus actuales zares. A través de Żółkiewski, las facciones propolacas entre los boyardos (compuestas por los knyazi Fiódor Mstislavski, Vasili Golitsin, Fiódor Sheremétev, Daniil Mezetski y los diaks Vasili Telepniov y Tomiło Łagowski) , lograron dominar la situación, de modo que otra vez la gran mayoría de los boyardos se mostraron favorables a Ladislao en el trono, siempre que se convirtiera a la Iglesia ortodoxa, y si la Mancomunidad polaco-lituanase devolviera las fortalezas capturadas por los polacos durante la guerra (véase Siete boyardos).
Sin embargo, Segismundo, apoyado por algunos de los nobles más devotos y celosos, se opuso completamente a la conversión del príncipe. A partir de ese momento, la planeada Mancomunidad de Polonia-Lituania-Moscovia comenzó a desmoronarse. Ofendidos y enojados por Segismundo, los boyardos se demoraron en apoyar a Ladislao. Estaban divididos entre elegir a Vasily Galitzine, Mijaíl Románov (también de 15 años, como Ladislao) o el segundo Falso Dmitriy. Żółkiewski actuó rápidamente, haciendo promesas sin el consentimiento del rey aún ausente, y los boyardos eligieron a Ladislao como nuevo zar. Żółkiewski hizo exiliar al más destacado de los oponentes, Fiódor Románov, el padre de Mijaíl y patriarca de Moscú, exiliado de Rusia para salvaguardar los apoyos a Polonia. Después de la elección de Ladisalo, Dimitri II huyó de Tushino, una ciudad cerca de Moscú, a su base principalen Kaluga. Su posición, aun así, era muy precaria, y fue asesinado por uno de sus hombres el 20 de diciembre. Marina Mniszech, su mujer, llevaba en su vientre un nuevo "heredero" al trono ruso, Iván Dimítriyevich, por lo que seguiría presente en la escena política rusa hasta su muerte en 1614.

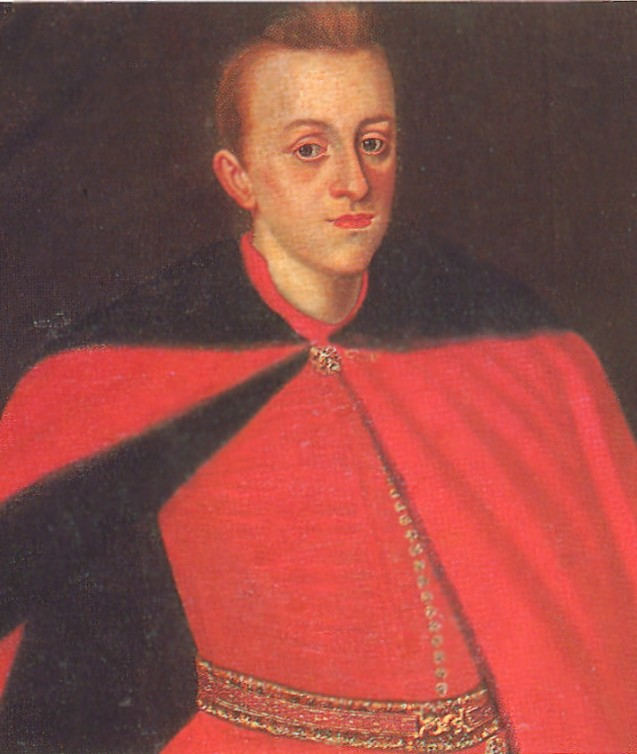
Ladislao Vasa en su adolescencia, autor desconocido de la escuela polaca, principios del.

La mayor oposición con la que se tuvo que enfrentar Ladislao fue la de un partido aparentemente improbable: su padre. Cuando Żółkiewski regreso de reunirse con Segismundo en Smolensk en noviembre de ese año, Segismundo decidió conseguir el trono ruso para sí mismo, una decisión que provocaría la oposición de la mayoría de los rusos, ya que éste no ocultaba su voluntad de catolizar y polonizar el Zarato ruso. Żółkiewski se encontró en una posición difícil, ya que había dado su palabra a los boyardos de que mantendría a Ladislao en el trono para asegurarlo para Polonia, y sabía que los boyardos no aceptarían dárselo a Segismundo, que era impopular en Rusia, circunstancia que Żółkiewski le tuvo que explicar al monarca, ya que el rey pensaba que, gracias a sus conquistas en el oeste, tendría fama de gran rey. Finalmente, Żółkiewski, enfadado con el rey, volvió a Polonia. Consiguió de Segismundo el compromiso por el cual le permitía a su hijo el acceder al trono, pero se mantendría él como regente hasta que Ladislao alcanzara la mayoría de edad. Así requirió que los boyardos que habían jurado fidelidad a su hijo, lo hicieran también a él. Los boyardos no se avinieron a prestar ese juramento, y el apoyo a los polacos se fue erosionado rápidamente. Ladislao no tuvo posibilidad de tomar el poder realmente, y la guerra se reanudaría poco después. Segismundo y Ladislao se desplazaron a tierras más seguras por la escalada de las tensiones. Y la pequeña guarnición polaca en el Kremlin pronto se vería aislada y sometida a una creciente hostilidad, según se iban cambiando de bando los boyardos que les daban respaldo. Las fuerzas polacas a las afueras de Moscú, bajo el mando de Jan Piotr Sapieha se tuvieron que enfrentar a las fuerzas rusas antipolacas del así llamado Primer Ejército de Voluntarios del Pueblo, liderado por Prokopi Liapunov.
Mientras tanto proseguía el sitio de Smolensk, incluso cuando Ladislao fue proclamado zar de Rusia y habiendo jurado fidelidad las ciudades y fuertes de toda la región a los polacos. Pero a Segismundo III no le bastaba la fidelidad de Smolensk sino que requería que abrieran las puertas a las fuerzas polacas, algo a lo que los rusos no estaban dispuestos. Żółkiewski fortificó Moscú con su ejército y regresó con el rey Segismundo III, que había permanecido en Smolensk mientras Żółkiewski negociaba en Moscú. Tras intentos de minar las fortificaciones en diciembre de 1610, solo consiguieron abrir brecha en la muralla exterior, quedando la interior intacta, continuando el sitio. En un momento dado, los cañones polacos atravesaron el muro exterior, y el gobernador de Braclaw (Bracław) ordenó a sus soldados que se apresuraran a entrar; se internaron por una brecha en el muro exterior, pero los rusos ya lo habían previsto, fortificando la zona con hombres adicionales, y los polacos finalmente fueron rechazados.

### La guerra se reanuda (1611)

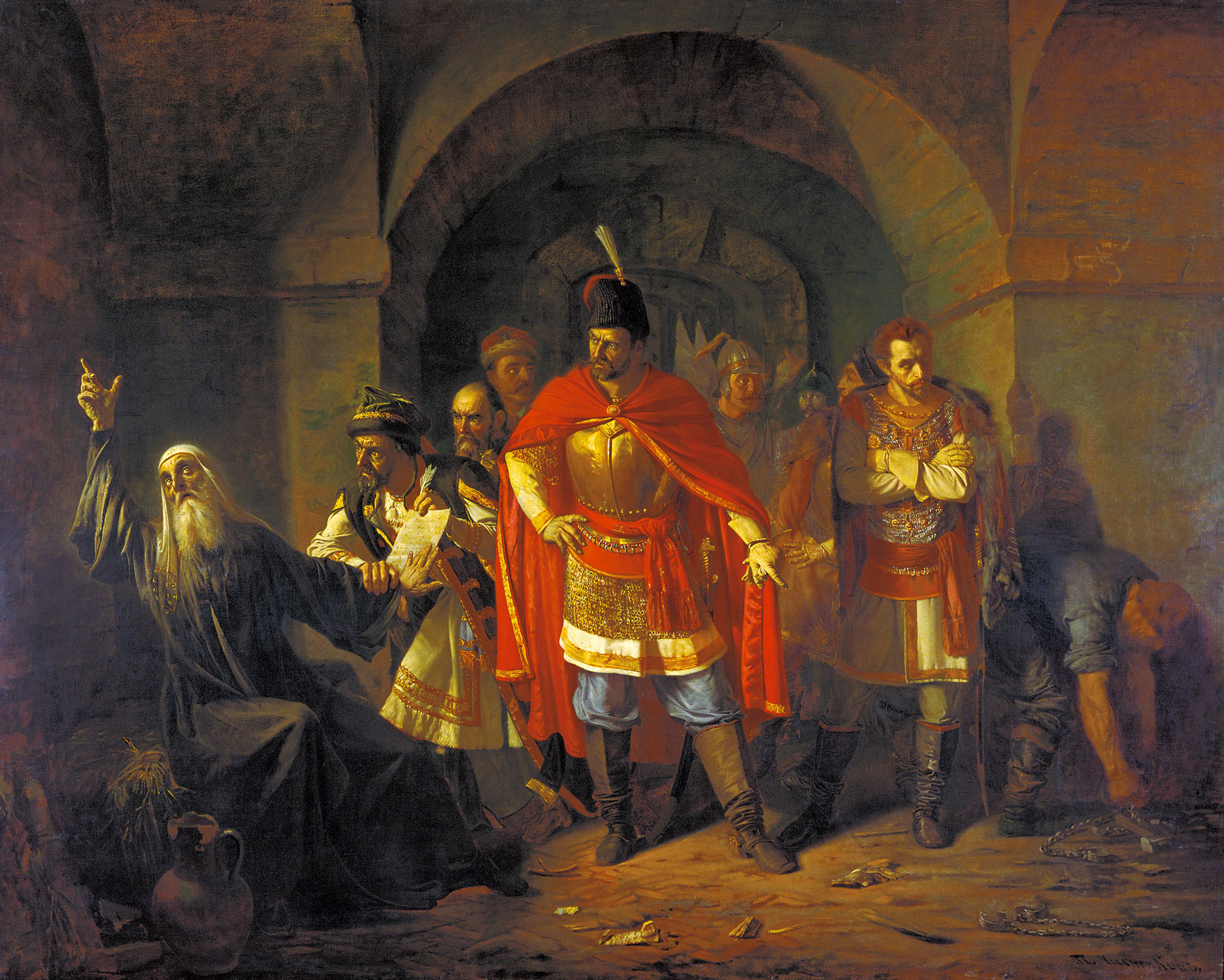
El patriarca Hermógenes se niega a firmar una carta condenando las acciones antipolacas, obra de Pavel Chistyakov

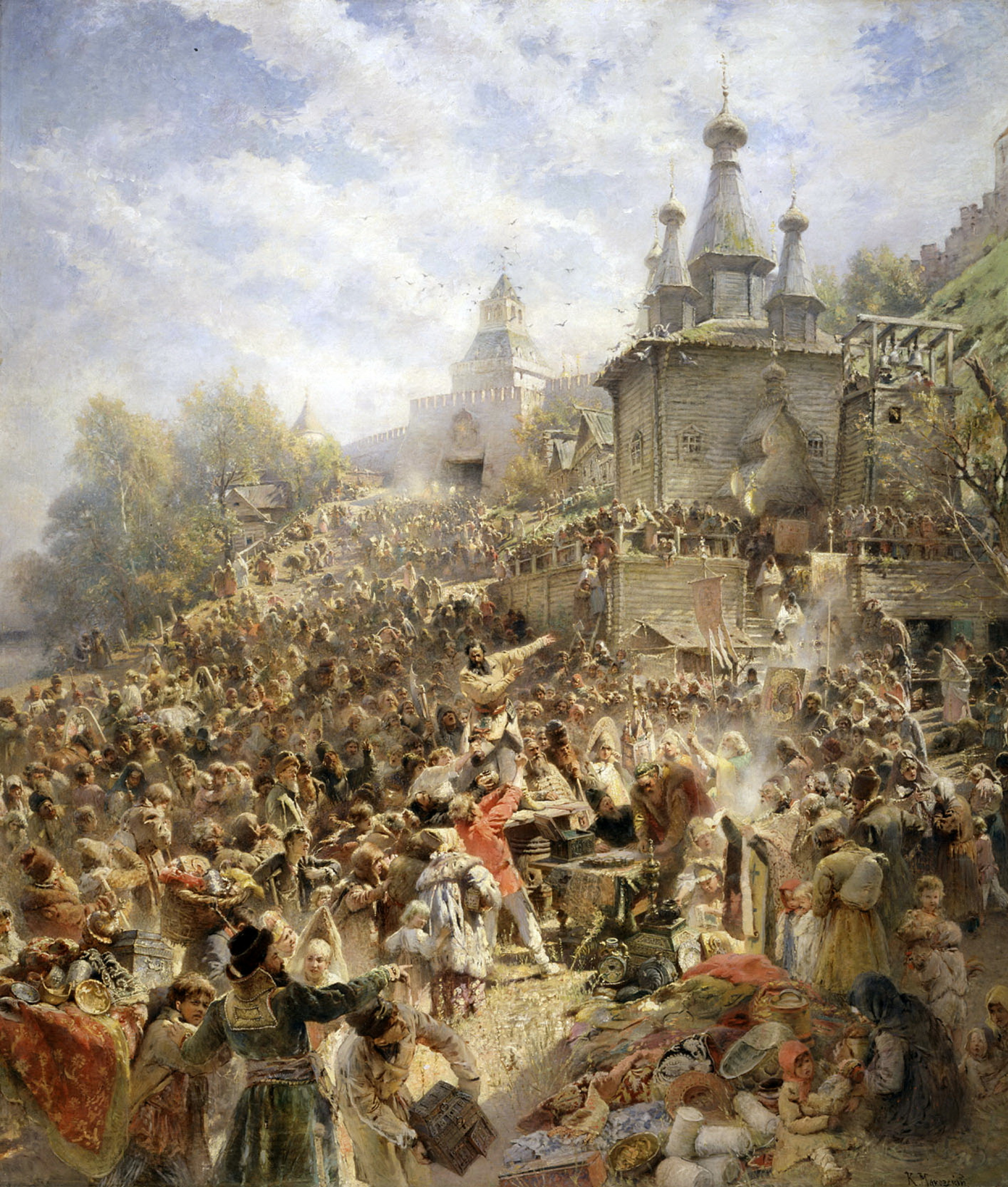
Kuzmá Minin exhorta a traer donaciones en la plaza de Nizhni Nóvgorod, obra de Konstantín Makovski.

La tolerancia rusa a la intervención de la Mancomunidad llegó a su fin con una revuelta en Moscú contra la guarnición polaca del Kremlin. Los ciudadanos de Moscú habían participado voluntariamente en el golpe de 1606, matando a quinientos soldados polacos. Ahora, bajo el gobierno de los polacos, se rebelaron otra vez. Los burgueses de Moscú tomaron el depósito de munición, pero las tropas polacas consiguieron rechazar la primera oleada de atacantes; los combates desataron un incendio que consumió gran parte de Moscú. De julio en adelante la situación de las fuerzas de la Mancomunidad se tornó grave, al convertirse la revuelta en un asedio al Kremlin. Según se informó, los polacos encarcelaron al jefe de la Iglesia ortodoxa rusa, el patriarca Hermógenes. Cuando los rusos atacaron Moscú, los polacos le ordenaron, como máxima autoridad entre los rusos en aquel tiempo, que firmara un documento llamando al alto el fuego. Hermógenes se negó, y fue privado de alimento hasta que murió de inanición. La guarnición polaca se encontró entonces sitiada.

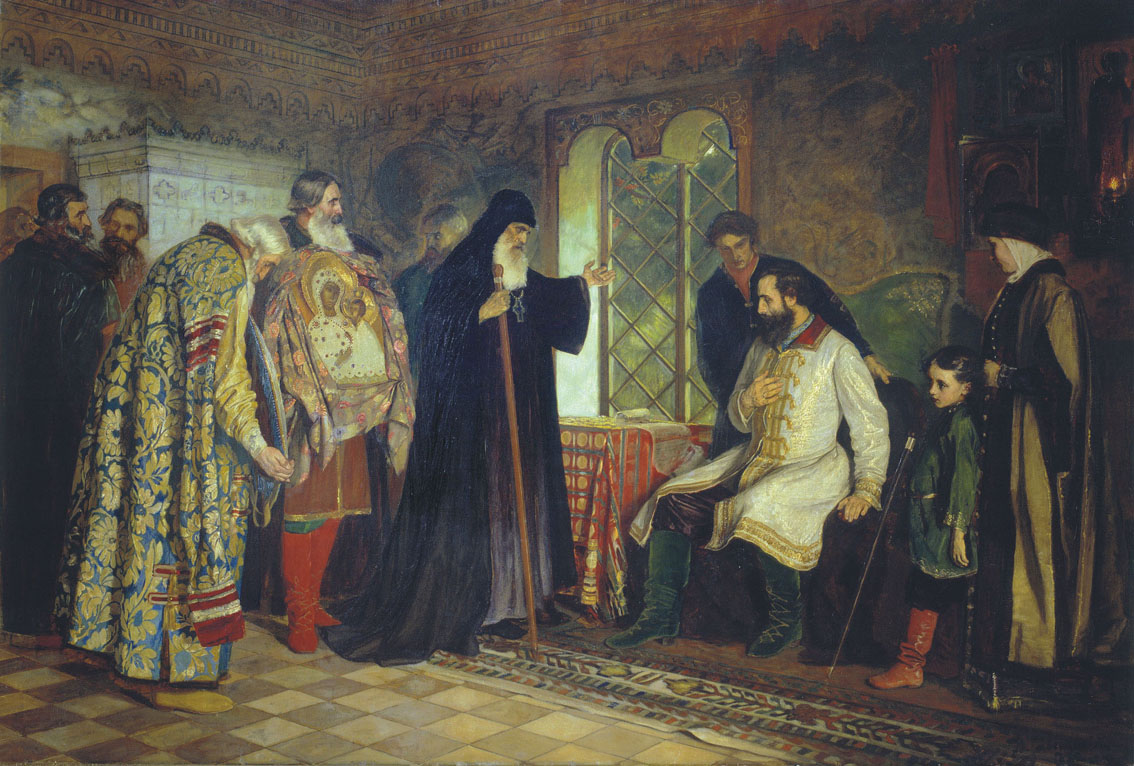
Enviados de Nizni Nóvgorod piden a Dmitri Pozharski que mande el ejército de voluntarios contra los polacos, obra de Vasili Savinski (1882).

Mientras tanto, a finales de 1611, el príncipe Dmitri Pozharski fue elegido para capitanear la oposición pública a los polacos, organizada por el gremio de comerciantes de Nizni Nóvgorod, con la supervisión de los fondos donados para la creación del Segundo Ejército de Voluntarios (en ruso: Второе народное ополчение) a cargo del respetado carnicero de la ciudad Kuzmá Minin. Cuando parte de ejército polaco se amotinó en enero de 1612 debido al impago de los salarios, y empezaron a retirarse hacia la Mancomunidad, las fuerzas del segundo ejército de voluntarios reforzaron a las fuerzas antipolacas en Moscú. El ejército de nueve mil soldados bajo el mando del hetman Jan Karol Chodkiewicz intentó levantar el asedio y se enfrentaron con las fuerzas rusas, intentando llegar a las fuerzas polacas del interior del Kremlin, el 1 de septiembre. Las fuerzas polacas utilizaban las cargas de caballería en campo abierto, y ahora debía de ejercitar tácticas que eran nuevas para ellos: escoltar un tábor a través de la ciudad. Tras los primeros éxitos de los polacos, los refuerzos cosacos rusos obligaron a las de Chodkiewicz a retirarse de Moscú.

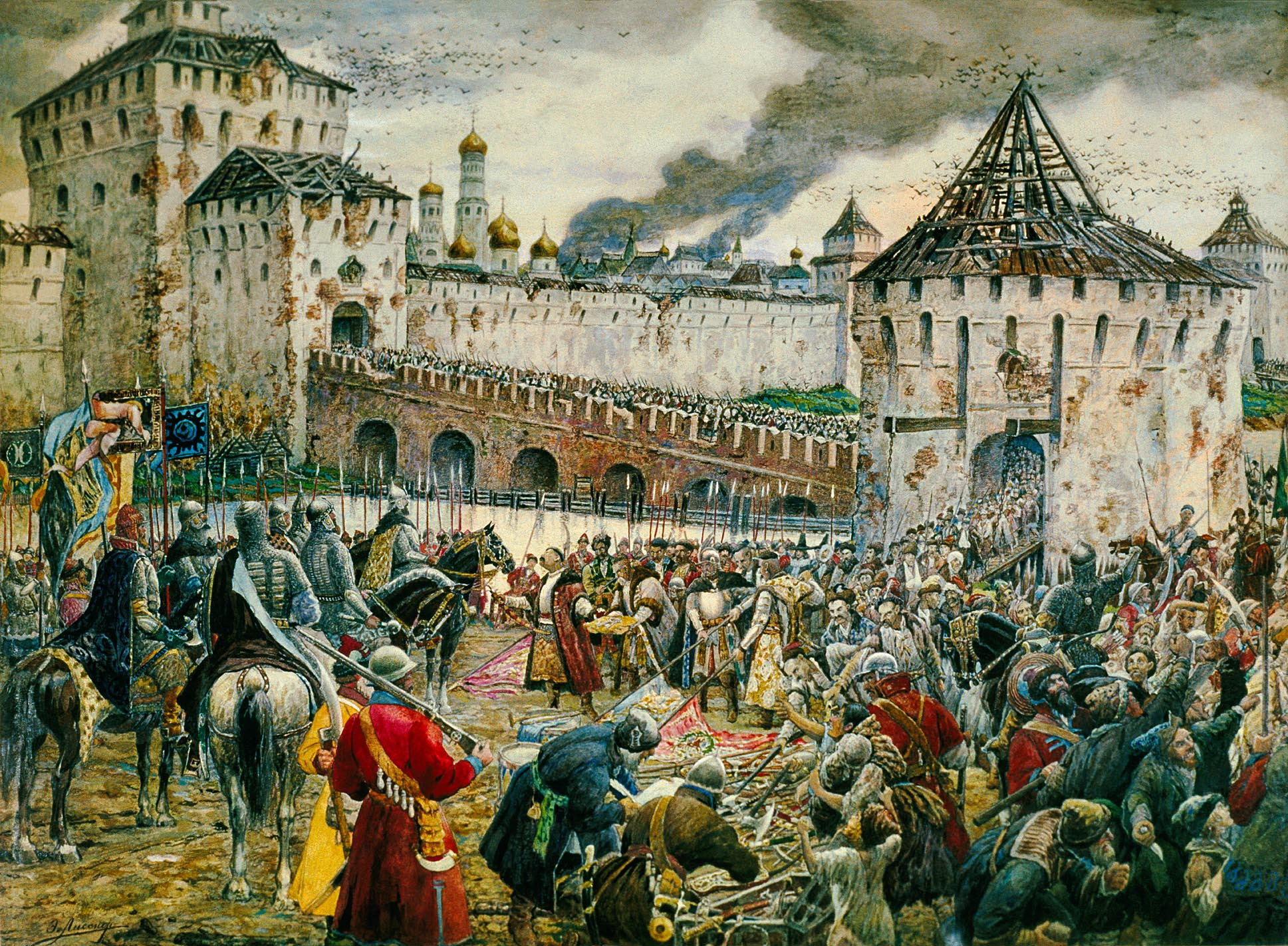
Los polacos entregan el Kremlin de Moscú al príncipe Pozharsky en 1612, pintura de Ernst Lissner

Los refuerzos rusos bajo el mando del príncipe Pozharski finalmente hicieron que la guarnición se muriera de hambre (hay informes de canibalismo), y así, tuvieron que rendirse el 1 de noviembre (algunas fuentes dan como fecha el 6 o el 7 de noviembre) después de diecinueve meses de asedio. Un historiador (Parker) escribe vívidamente sobre los soldados polacos: «Primero comieron hierba y despojos, luego se comieron unos a otros y los supervivientes finalmente se rindieron. El Kremlin de Moscú cayó el 6 de noviembre de 1612». El 7 de noviembre los soldados polacos se retiraron de Moscú. Aunque la Mancomunidad negoció un salvoconducto, lla mitad de los supervivientes de la guarnición fue masacrada por las tropas rusas al salir. De este modo, el ejército ruso recuperó Moscú.
Por otro lado, el 2 de junio de 1611, Smolensk por fin había caído ante los polacos. Después de veinte meses de asedio, dos duros inviernos y viendo sus provisiones menguadas, los defensores estaban al límite, y las tropas polaco-lituanas habían entrado ya en la ciudad. Solo quedaba la fortaleza, y, el ejército polaco, aconsejado por el traidor huido Andréi Dedishin, descubrieron el punto débil de las defensas de la fortaleza. El 13 de julio de 1611, el caballero de Malta Bartłomiej Nowodworski insertó una mina en un canal del alcantarillado, cuya explosión creó una gran brecha en los muros de la fortaleza. La fortaleza fue tomada ese mismo día, intentando los 3000 defensores rusos restantes refugiarse en la catedral de la Asunción y la volaron con pólvora para evitar la muerte a manos de las fuerzas enemigas. A pesar de haber perdido la importante plaza de Smolensk, esta derrota le dio libertad a las tropas rusas para luchar contra la Mancomunidad en Moscú, pasando el comandante de Smolensk, Mijaíl Shéin, a ser considerado un héroe por haber aguantando tanto como pudo. Fue capturado en Smolensk y permaneció prisionero de Polonia-Lituania los siguientes nueve años.

### Una nueva tregua (1612-1617)

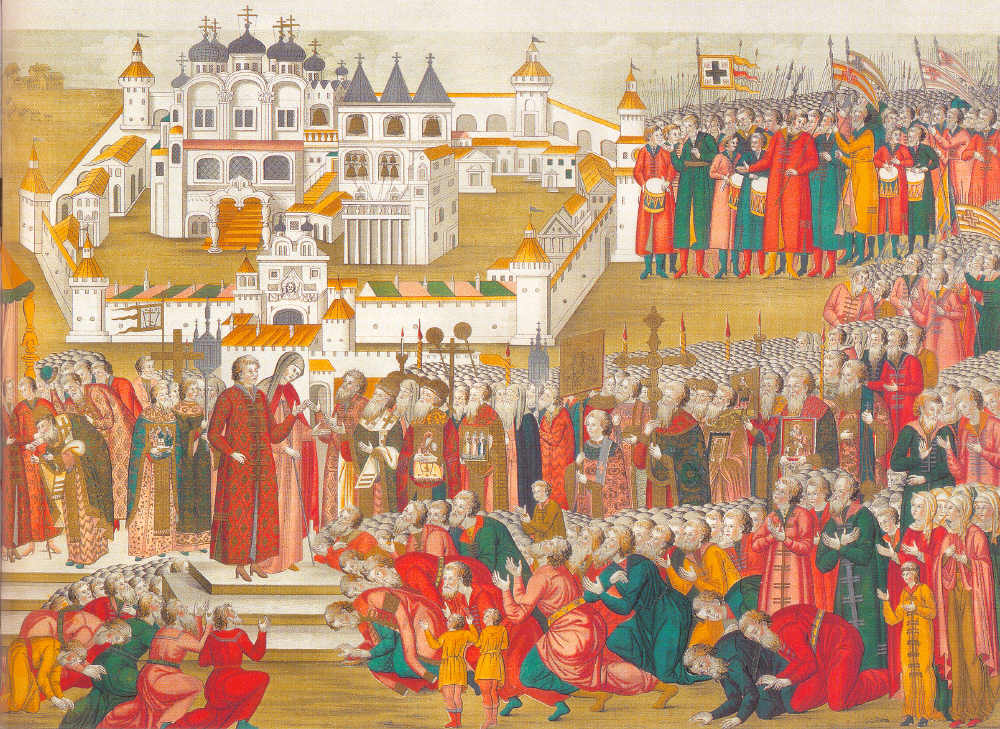
Mijaíl Románov, habiendo sido salvado de los polacos por Iván Susanin, enterado de su elección para el trono ruso en el Monasterio Ipátiev. Ilustración de un libro del.

Después de la caída de Smolensk, la frontera ruso-polaca permaneció tranquila relativamente durante los siguientes años. Sin embargo, no se había firmado ningún tratado. Segismundo, criticado por el Sejm (el parlamento polaco, formado por szlachta, reacios siempre a recoger impuestos entre ellos para el pago de un ejército), por su fallo en el intento de conservar Moscú, y recibió poco dinero para pagar a los soldados. Esto condujo a un motín del ejército regular polaco (wojsko kwarciane), o más bien, al tipo de motín semi-legal practicado en la Mancomunidad: una konfederacja (confederatio). La resultante konfederacja rohaczewska ha sido considerada la más grande y más viciosa de las konfederacja de soldados en la historia de la Mancomunidad, y estuco saqueando las tierras de la Mancomunidad desde 1612 hasta su derrota (de los más rebeldes entre los sublevados) en la batalla de Rohatyn, el 17 de mayo de 1614, pagándose sus salarios al resto. El líder de la konfederacja, Jan Karwacki, fue capturado y enviado encadenado por el futuro hetman Stanisław Koniecpolski a su mentor, el hetman Żółkiewski, y posteriormente fue ejecutado en Lviv. El Imperio otomano también criticaba a Segismundo, porque los cosacos de Ucrania volvían a hacer razzias sin sancionar contra territorio turco. Por eso, los polacos-lituanos no tendrían apoyo de los otomanos en su guerra.
Mientras tanto, el Período Tumultuoso en Rusia no había acabado, y el país no podía tomar ventaja sobre la debilidad polaca. El 21 de febrero de 1613, la Zemski Sobor ("asamblea de la tierra") nombró a Mijaíl Románov, el hijo de dieciséis años de Fiódor Románov, como nuevo zar. Fiódor, instalado como patriarca Filareto, era un popular boyardo y patriarca de Moscú, uno de los boyardos que pugnaban por conseguir el control del trono ruso durante el Periodo Tumultuoso. Los Románov era una poderosa familia boyarda; una hermana de la abuela de Fiódor fue Anastasia Románovna Zajárina, mujer de Iván el Terrible. De todos modos, el nuevo zar tenía muchos oponentes: Marina Mniszech intentó hasta su muerte en 1614 instalar a su hijo como zar de Rusia; varias familias de boyardos que todavía anhelaban el poder, trataban de derrocar al joven zar Miguel; y la intervención sueca que trataba de ganar el trono para el Duque Carlos Felipe, incluso con éxito durante unos meses. Pero Felipe incluso consiguió menos apoyo que Ladislao, y los suecos fueron forzados a retirarse de Rusia.

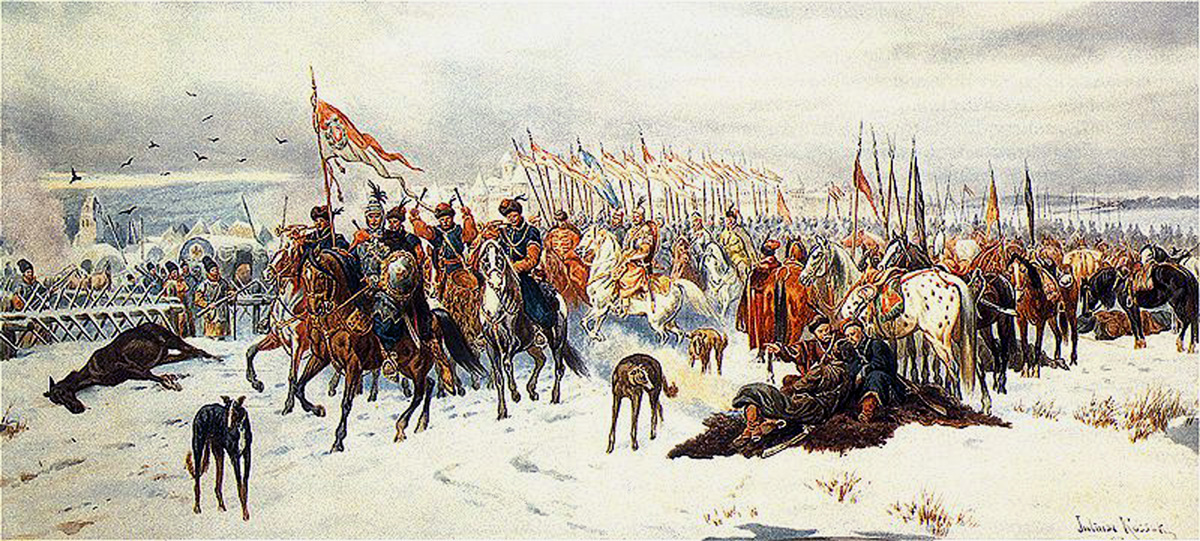
Liberación de Smolensk por las fuerzas polacas, de Juliusz Kossak.

Mientras ambos países estaban sacudidos por las luchas internas, aparecieron pequeñas facciones. Los mercenarios de la Lisowczycy polaca, que habían sido esenciales en la defensa de Smolensk en 1612, cuando la mayoría de los soldados regulares (wojsko kwarciane) se amotinaron y se unieron a la konfederacja rohatynska, estuvieron ocupados en guardar la frontera polaca contra las incursiones rusas en los siguientes tres años. De todos modos, en 1615, Aleksander Józef Lisowski consiguió reunir a muchos fuera de la ley e invadió Rusia con seis choragiew de caballería. Sitio Briansk y derrotó a la fuerza de liberación de unos pocos miles de soldados bajo el mando del príncipe Yuri Shajovskói cerca de Karáchev. Luego Lisowski derrotó también a una fuerza mucho mayor que la suya, la comandada por el príncipe Dimitri Pozharski, quien decidió defenderse y fortificar su campamento en vez de atacar. La Lisowczycy perdió contacto con el resto de sus fuerzas, incendió Beliov y Lijvin, tomó Peremyshl, y se dirigió al norte, derrotando al ejército ruso en Rzhev, siguiendo más al norte hacia la ciudad de Kashin, quemando Torzhok, y, retrasados por el pesado botín, retornaron a Polonia sin más oposición de las fuerzas rusas. Lisowski y sus hombres permanecieron en la frontera ruso-polaca hasta el otoño de 1616, momento en el cual Lisowski súbitamente cayó enfermo para morir el 11 de octubre. La formación fue entonces cuando comenzó a ser conocida como Lisowczycy. A pesar de la muerte de Lisowski, sus fuerzas permanecieron siendo una verdadera amenaza: en 1616 capturaron Kursk y derrotando a las fuerzas rusas en Bóljov.

### Etapa final (1617-1618)

Fronteras tras la Paz de Deúlino de 1618. Los territorios ganados por Polonia-Lituania están marcados en anaranjado.

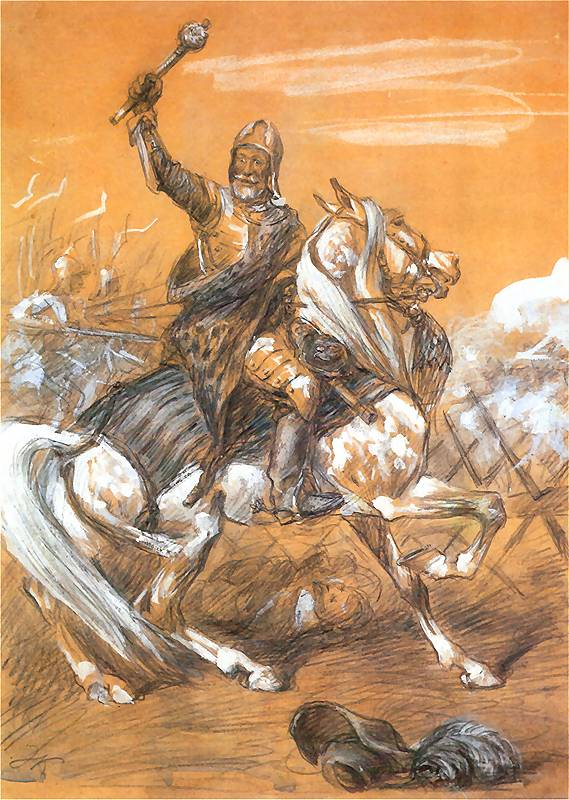
El hetman Jan Karol Chodkiewicz, esbozo de Juliusz Kossak.

Finalmente, el Sejm de la Mancomunidad votó el pago de los fondos necesarios para continuar las operaciones militares a gran escala. Segismundo y Ladislao iniciaron una nueva campaña al trono el 6 de abril de 1617. Ladislao era el comandante oficial, pero el control real del ejército lo tuvo el hetman Jan Chodkiewicz. En octubre, las ciudades de Dorogobuzh (Дорогобуж, Drohobuż, Drohobycz) y Viazma (Вязьма, Wiaźma) se habían rendido rápidamente, reconociendo a Ladislao como zar. Las fuerzas polaco-lituanas sufrieron derrotas entre Viazma y Mozhaisk, y los planes de Chodkiewicz de contraatacar y avanzar hasta Moscú fallaron. Ladislao no tenía suficientes fuerzas para llegar a Moscú otra vez, especialmente porque en esta ocasión el apoyo ruso que habían tenido otras veces era inexistente. En respuesta a la invasión de Ladislao, los burgueses de la ciudad de Smolensk se rebelaron contra el dominio polaco, de modo que las fuerzas de Ladislao debían de luchar en su retirada de Rusia. Las tropas polacas de la guarnición de Smolensk fueron liberadas por la Lisowczycy, comandada por Stanisław Czapiński.
En 1618, Petro Sahaidachny acordó unirse a la campaña contra el Zarato ruso. Su ejército de cosacos de Zaporozhia invadió desde el sur, capturando y saqueando varias ciudades, como Livny, Yelets, Dankov, etc., y se dirigieron hacia Moscú. El ejército ruso que se oponía a los polacos se retiró a Moscú y el 2 de octubre Chodkiewicz y Sahaidachny lanzaron juntos un asedio a la capital rusa. Sin embargo, sus ejércitos no estaban preparados para un asedio prolongado y poco después de que fracasara el asalto nocturno del 10 al 11 de octubre, se levantó el asedio. Estos fueron los últimos espasmos de la guerra. Comenzaron las negociaciones y se firmó un tratado de paz en diciembre de 1618.

## Desenlace

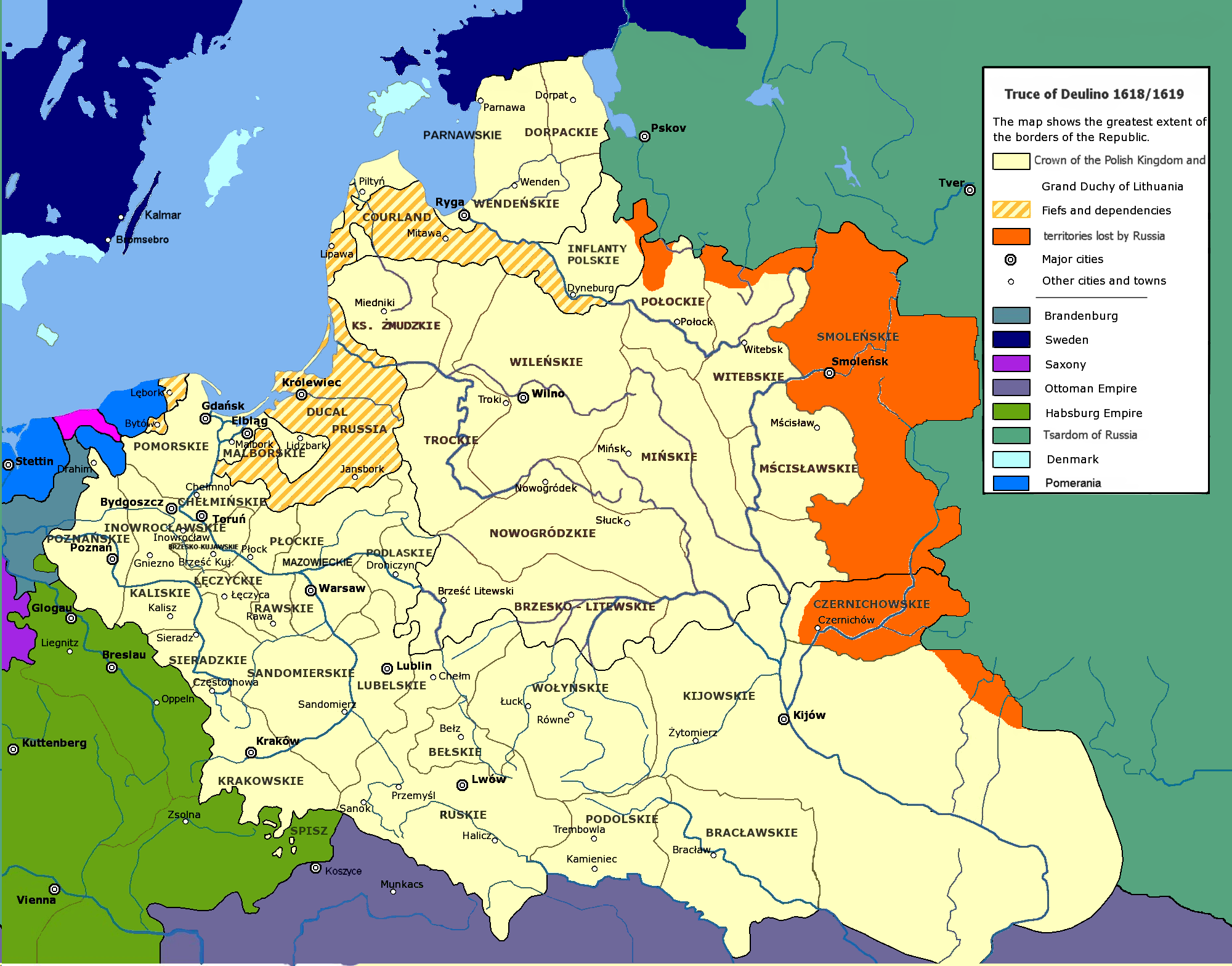
Truce of Deulino

Al final, Segismundo no tuvo éxito en sus planes de convertirse en zar o en asegurar el trono para Ladislao, pero fue capaz de expandir el territorio de la Mancomunidad. Durante su reinado, Polonia-Lituania fue el país más grande y poblado de Europa. El 11 de diciembre de 1618, la Paz de Deulino, que concluyó las guerras Dimitríadas, le dio a la Mancomunidad el control sobre algunos de los territorios conquistados, incluyendo los territorios de Chernígov y Severia (Siewiersk) y la ciudad de Smolensk, y se pactó una tregua de quince años. Ladislao rechazó renunciar a sus reclamaciones sobre el trono ruso, incluso aunque Segismundo lo hubiera hecho. A pesar de que a la Mancomunidad esta guerra le reportó una ganancia territorial, fue muy costosa en términos de vidas y dinero.
En 1632, la Paz de Deúlino expiró, y las hostilidades se reanudaron inmediatamente con un conflicto conocido como la guerra de Smolensk. Esta vez la guerra fue iniciada por los rusos, quienes intentaron aprovechar la supuesta debilidad de la Mancomunidad tras la muerte de Segismundo III. Sin embargo no pudieron recuperar Smolensk, Mijaíl Shein se rindió a Ladislao IV el 1 de marzo de 1634, y los rusos aceptaron el Tratado de Poliánovka en mayo de 1634. Los rusos tuvieron que pagar 20.000 rublos a la Mancomunidad, pero Ladislao renunció a su derecho al trono ruso y reconoció a Miguel como el zar legítimo de Rusia, devolviendo también la insignia real rusa.

## Legado moderno

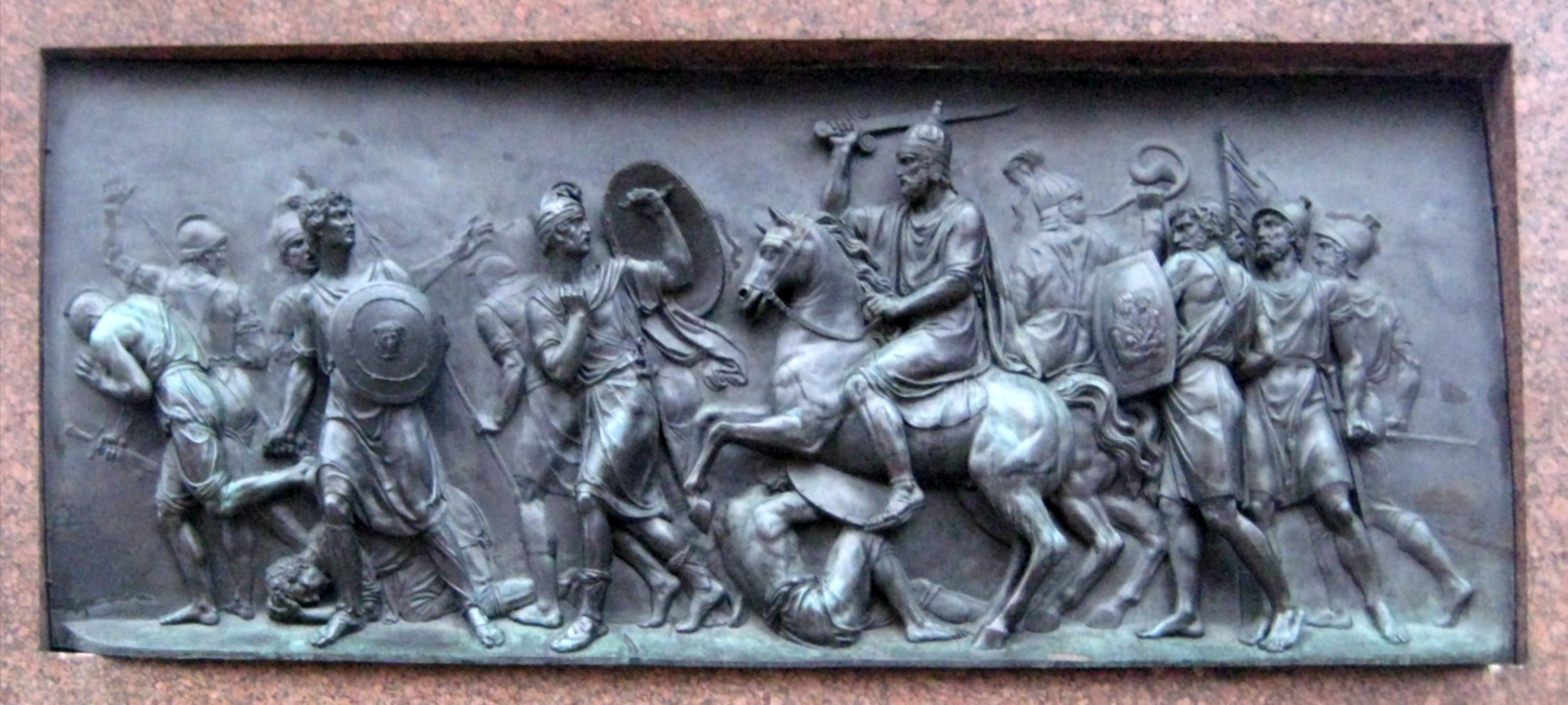
Polacos expulsados de Moscú. Altorrelieve del Monumento a Minin y Pozharski, 1818.

La historia de las Dimitríadas y de los falsos Dimitris se mostró útil para las futuras generaciones de políticos en Polonia y Rusia, ganando mucha fama sendas versiones distorsionadas de los hechos tanto en Rusia como en Polonia.
En Polonia, la campaña de las Dimitríadas se recuerda como la cima de la Edad de Oro Polaca, la época en que los polacos capturaron Moscú, cosa que incluso los cuatro millones de tropas de la Alemania nazi de Adolf Hitler y otras Potencias del Eje no consiguieron.
En Rusia, fue útil para la siguiente dinastía de zares, los Románov, que entendieron que aquella historia era una importante herramienta política si era escrita por los vencedores. Intentaron eliminar toda referencia y teoría que los ligara con la creación de los falsos Dimitris, de su cooperación en parte interesada con las intervenciones polacas o suecas, o de su oposición a la liberal unia troista; en su lugar presentaron unas Dimitríadas como una heroica defensa de la nación rusa contra la invasión bárbara de la alianza polaco-jesuita, que intentaba destruir la cultura ortodoxa rusa. Esta es la línea que muestran tanto el famoso historiador ruso Nikolái Karamzín, bellamente descrita por el poeta Aleksandr Pushkin en su "Borís Godunov", y por el compositor Modest Músorgski en su ópera Borís Godunov, y más tarde romantizado en la película Minin y Pozharsky de Vsevolod Pudovkin. El Monumento a Minin y Pozharsky fue erigido en la plaza Roja de Moscú en 1818. 
El régimen comunista de la Unión Soviética también encontró en esta guerra una útil herramienta de propaganda, especialmente durante los tiempos de la guerra polaco-soviética. Las Dimitríadas también fueron útiles para la propaganda polaca del régimen autoritario de Józef Piłsudski entre las guerras mundiales.
En la Rusia postsoviética, la única fiesta de otoño, el Día de la Unidad Popular, el 4 de noviembre, conmemora la revuelta popular que rechazó a la fuerza invasora extranjera de Moscú en noviembre de 1612, y más generalmente el fin del Período Tumultuoso y las intervenciones extranjeras en Rusia. Su nombre alude a la idea de que todas las clases de la sociedad rusa se unieron de buena voluntad para preservar el estado ruso cuando su colapso parecía inevitable, incluso cuando no había zar ni patriarca para guiarlos. Coincide con la festividad de la Virgen de Kazán. En 2007, este episodio fue descrito en una película, 1612.
El presidente Vladímir Putin restableció el feriado en 2004, reemplazando la conmemoración de la Revolución de Octubre que anteriormente tenía lugar el 7 de noviembre, lo que probablemente reforzará una historia de nacionalismo ruso sobre la del comunismo (o revolución).

## Cronología de la guerra polaco-rusa
| _                                            | |                                                                    |                                                                       |
| -------------------------------------------- | --- | ------------------------------------------------------------------ | --------------------------------------------------------------------- |
| Fecha                                        | Acontecimiento | Etapa                                                              | Reinado                                                               |
| 21 de febrero de 1598                        | Un Zemski Sobor eligió a Godunov como el primer zar de Moscovia no perteneciente a la dinastía rurikida. |                                                                    | Boris Godunov (r. 1598-1605)                                          |
| 1600                                         | A finales de 1600, legó a Moscú una embajada polaco-lituana encabezada por el Gran Canciller de Lituania Lew Sapieha conjuntamente con Eliasz Pielgrzymowski y Stanisław Warszycki para proponer una alianza entre la Mancomunidad y Rusia, que incluiría una futura unión personal si muriera uno de los monarcas sin herederos, y que el otro fuera el gobernante de ambos países. Godunov declinó la propuesta y solo accedió a prorrogar la tregua de la paz de Jam Zapolski —que había puesto fin a las guerras moscovito-lituanas del siglo XV— hasta 1622. |                                                                    | Boris Godunov (r. 1598-1605)                                          |
| 1601-1603                                    | Hambruna de Rusia de 1601-1603, que devastó el país ya que por el frío, las cosechas no crecieron. |                                                                    | Boris Godunov (r. 1598-1605)                                          |
| octubre de 1604                              | Dimitri I el Impostor, un hombre que decía ser el fallecido zarévich Dimitri Ivánovich, al frente de un pequeño ejército, que con 3500 soldados más de los ejércitos privados de los magnates de la Mancomunidad y mercenarios, partió a Rusia en junio. Otros enemigos de Godunov, como unos 2000 cosacos del sur, se les unieron en su camino a Moscú. Se enfrentaron en dos ocasiones a los rusos; en la primera ocasión, en Nóvgorod-Síverski, donde venció Dimitri consiguiendo poco después el control de Chernígov, Putivl, Sevsk, y Kursk; y luego perdió la batalla de Dobrynichi, quedando su ejército prácticamente aniquilado. La causa de Dimitri se salvó solo por la muerte de Godunov. | Intervención polaca en apoyo de Dimitri I el Impostor (1605-1606)  | Boris Godunov (r. 1598-1605)                                          |
| 31 de diciembre de 1604                      | Batalla de Novhorod-Siverskyi | Intervención polaca en apoyo de Dimitri I el Impostor (1605-1606)  | Boris Godunov (r. 1598-1605)                                          |
| 21 de enero de 1605                          | Batalla de Dobrynichi, entre Fiódor Mstislavski que comandaba un ejército de unos 20.000 soldados, mientras Dimitri contaba con unos 23.000 hombres. Victoria decisiva de las fuerzas moscovitas, que aniqilaron el ejército de Dimitri I. | Intervención polaca en apoyo de Dimitri I el Impostor (1605-1606)  | Boris Godunov (r. 1598-1605)                                          |
| febrero-marzo de 1605                        | Asedio de Kromy, con victoria del Falso Dmitri I. | Intervención polaca en apoyo de Dimitri I el Impostor (1605-1606)  | Boris Godunov (r. 1598-1605)                                          |
| 1606-1607                                    | El levantamiento de Bolotnikov —guerra campesina o levantamiento campesino en la historiografía rusa—, fue un importante levantamiento campesino, cosaco y noble liderado por Ivan Bolotnikov y otros líderes. En el momento álgido del levantamiento (el asedio de Moscú en 1606), más de 70 ciudades del sur y centro de Rusia estaban bajo el control de los rebeldes. | Intervención polaca en apoyo de Dimitri I el Impostor (1605-1606)  | Boris Godunov (r. 1598-1605)                                          |
| 13 de abril de 1605                          | Muerte de Boris. Su hijo Feodor II (Teodoro II), de 16 años, fue declarado zar. | Intervención polaca en apoyo de Dimitri I el Impostor (1605-1606)  | Feodor II (Teodoro II) (r. 1605)                                      |
| 11 de junio de 1605                          | Enviados de Dimitri I el Impostor llegaron a Moscú para derrocar a Feodor II (Teodoro II): leyeron públicamente cartas en la plaza Roja que fueron decisivas en su destino. Un grupo de boyardos, poco dispuestos a jurar lealtad al nuevo zar, se hicieron con el control del Kremlin de Moscú y lo arrestaron. | Intervención polaca en apoyo de Dimitri I el Impostor (1605-1606)  | Feodor II (Teodoro II) (r. 1605)                                      |
| 20 de junio de 1605                          | Feodor II (Teodoro II) y su madre fueron estrangulados. Oficialmente se declaró que habían muerto por envenenamiento. | Intervención polaca en apoyo de Dimitri I el Impostor (1605-1606)  | Feodor II (Teodoro II) (r. 1605)                                      |
| 20 de junio de 1605                          | Dimitri I el Impostor y su ejército llegaron a Moscú (ver: Invasión polaca (1605-1606)) | Intervención polaca en apoyo de Dimitri I el Impostor (1605-1606)  | Feodor II (Teodoro II) (r. 1605)                                      |
| 21 de junio de 1605                          | Dimitri I el Impostor fue coronado zar. | Intervención polaca en apoyo de Dimitri I el Impostor (1605-1606)  | Dimitri I el Impostor (r. 1605-1606)                                  |
| 6 de mayo de 1606                            | Dimitri I el Impostor se casó con Marina Mniszech, una católica, en Moscú.Tradicionalmente cuando un zar ruso se casaba con una mujer de otra religión, era la esposa quien se convertía al cristianismo ortodoxo, pero para sorpresa de todos Marina Mniszech no lo hizo, lo que llevó a pensar que Dimitri había prometido a sus partidarios polacos (y además católicos) convertir Rusia al catolicismo después de conseguir el trono. | Intervención polaca en apoyo de Dimitri I el Impostor (1605-1606)  | Dimitri I el Impostor (r. 1605-1606)                                  |
| 17 de mayo de 1606                           | Boyardos conservadores liderados por Basilio Shuisky irrumpieron en el Kremlin. Dimitri I intentó escapar por una ventana, pero se fracturó una pierna al caer, y uno de los conspiradores le disparó matándolo en el acto. El cuerpo fue quemado y sus cenizas fueron disparadas con un cañón hacia Polonia. Alrededor de quinientos partidarios de Dimitri fueron ejecutados, encarcelados u obligados a abandonar Rusia. El reinado de Dimitri había durado meramente diez meses. | Intervención polaca en apoyo de Dimitri I el Impostor (1605-1606)  | Dimitri I el Impostor (r. 1605-1606)                                  |
| 19 de mayo de 1606                           | Los aliados de Basilio Shuisky declararon zar Basilio IV. |                                                                    | Basilio IV (r. 1606-1610)                                             |
| 1607                                         | Dimitri II el Impostor, otro pretendiente de la identidad de zarévich Dimitri Ivánovich, obtuvo nuevamente apoyo financiero y militar de un grupo de magnates polacos. | Intervención polaca en apoyo de Dimitri II el Impostor (1607-1609) | Basilio IV (r. 1606-1610)                                             |
| 8 de octubre de 1607                         | Batalla de Kozelsk, en la que el Falso Dimitri II al frente de unos 3000 hombres obtuvo la primera victoria contra el gobierno del zar Vasili IV Shiuski. | Intervención polaca en apoyo de Dimitri II el Impostor (1607-1609) | Basilio IV (r. 1606-1610)                                             |
| 10 de octubre de 1607                        | Captura de Tula por el zar Vasili hizo que los esfuerzos adicionales para relevar a Bolotnikov carecieran de sentido. Así que los rebeldes sitiaron Bryansk en noviembre de 1607, donde al Falso Dmitry II se unieron 4000 ex cosacos de Bolotnikov, 3000 cosacos del Don y unos 2500 mercenarios polacos. | Intervención polaca en apoyo de Dimitri II el Impostor (1607-1609) | Basilio IV (r. 1606-1610)                                             |
| 25 de diciembre de 1607                      | Los rebeldes fueron derrotados en Bryansk por el ejército de socorro del gobierno. | Intervención polaca en apoyo de Dimitri II el Impostor (1607-1609) | Basilio IV (r. 1606-1610)                                             |
| 9 de abril de 1608                           | Batalla de Zaraysk. El coronel Alexander Lisovsky, al servicio del Falso Dmitry II, derrotó al ejército del zar Vasily IV al mando de Zahariya Lyapunov e Ivan Khovansky. Tras la victoria, Lisovskiy rápidamente se apoderóa de Kolomna, donde capturó muchos cañones pesados. Los restos de los antiguos bolotnikovitas reforzaron el ejército. Sin embargo, | Intervención polaca en apoyo de Dimitri II el Impostor (1607-1609) | Basilio IV (r. 1606-1610)                                             |
| 10-11 de mayo de 1608                        | Batalla de Bolkhov. Del lado del zar se reunieron al menos 30.000 soldados (5 regimientos), streltsys, cosacos, caballería noble y mercenarios alemanes (de Livonia), bajo el mando del voivoda Dmitry Shuisky y Vasily Golitsyn. Del lado del pretendiente estaban sólo 13.000 soldados bajo el liderazgo del príncipe lituano Román Rozhinsky, entre ellos casi 6000 mercenarios polaco-lituanos. Un desertor informó al hetman Rozhinsky de la fuerza del ejército ruso, de la ubicación de los regimientos y de su falta de voluntad para luchar por el zar Vasili IV. El ejército derrotado de Dmitry Shuisky huyó y las tropas gubernamentales (unos 5000l) fueron sitiadas en Bolkhov, pero después del bombardeo de artillería se rindieron y, reconociendo al impostor como su soberano, se unieron a su ejército. El Falso Dmitry II tuvo la oportunidad de atacar Moscú. Kaluga reconoció su poder sin luchar. El ejército del Falso Dmitry II llegó a Moscú y se instaló en el campamento de Tushino. | Intervención polaca en apoyo de Dimitri II el Impostor (1607-1609) | Basilio IV (r. 1606-1610)                                             |
| junio de 1608                                | Batalla de Medvezhiy Brod. El destacamento de Lisovsky se trasladaba para unirse a las fuerzas principales del Falso Dmitry en Tushino. Mientras cruzaba el río Moskva entre Kolomna y Moscú, cargado con cautivos y una caravana de cañones pesados, Lisowczycy fue repentinamente atacado por un regimiento de caballería de élite leal al zar Vasily IV. Acostumbrado a maniobrar en batallas, Lisowczycy sufrió una grave derrota y perdió todo el botín de Kolomna. Después de esta derrota, Lisowczycy escapó de regreso a Tushino. El Falso Dmitry II perdió importante equipo de asedio y no pudo atacar la fortificada Moscú, sino que continuó el bloqueo. | Intervención polaca en apoyo de Dimitri II el Impostor (1607-1609) | Basilio IV (r. 1606-1610)                                             |
| 23 de septiembre de 1608-12 de enero de 1610 | Sitio del Monasterio de la Trinidad y de San Sergio, un infructuoso intento, que duró 16 meses, del ejército irregular polaco-lituano que apoyaba a Dimitri II de capturar el monasterio de la Trinidad y de San Sergio, defendido por una guarnición rusa estimada en entre 2.200 y 2.400 hombres. Ante la amenaza que suponía el ejército de Mijaíl Skopín-Shuiski, las tropas polaco-lituanas finalmente levantaron el asedio, retirándose a Dmítrov. | Intervención polaca en apoyo de Dimitri II el Impostor (1607-1609) | Basilio IV (r. 1606-1610)                                             |
| 28 de febrero de 1609                        | Basilio IV acuerda una alianza con Carlos IX de Suecia en Viborg en la que a cambio de ayuda militar contra el gobierno del Dimitri II el Impostor cedió territorio fronterizo a Suecia. | Intervención polaca en apoyo de Dimitri II el Impostor (1607-1609) | Basilio IV (r. 1606-1610)                                             |
| 1609-1610                                    | Campaña de De la Gardie, acciones de una unidad de 5000 soldados suecos, comandados por Jacob De la Gardie y Evert Horn que entraron en Rusia el 26 o 27 de marzo de 1609 y que actuaron en alianza con el comandante ruso Mijaíl Skopín-Shuiski contra la Mancomunidad . | Intervención polaca en apoyo de Dimitri II el Impostor (1607-1609) | Basilio IV (r. 1606-1610)                                             |
| septiembre de 1609                           | El rey polaco Segismundo III dirigió un ejército hacia Moscovia. | Guerra polaco-rusa (1609-1618)                                     | Basilio IV (r. 1606-1610)                                             |
| septiembre de 1609-1610                      | Sitio de Smolensk (1609-1611). En septiembre de 1609, un ejército polaco de 22 000 hombres (12 000 polacos y 10 000 cosacos ucranianos) bajo el mando del rey Segismundo III Vasa llegaron a Smolensk. La ciudad estaba defendida por una guarnición rusa comandada por el voivoda Mijaíl Shein (alrededor de 5000 hombres). Entre el 25 y el 27 de septiembre, los invasores asaltaron Smolensk por primera vez sin éxito. Entre el 28 de septiembre y el 4 de octubre, los polacos controlaron los alrededores y decidieron ponerle sitio a la ciudad. El 19-20 de julio, el 11 de agosto, y el 21 de septiembre, los polacos atacaron Smolensk por segunda, tercera y cuarta vez, pero sin resultados. Los ataques se alternaron con infructuosos intentos del ejército polaco de persuadir a los ciudadanos de Smolensk de capitular. Las negociaciones llevadas a cabo en septiembre y en marzo no condujeron a nada. Desde el verano de 1610, los ciudadanos de Smolensk habían debido combatir tanto la inanición como las epidemias. La debilitada guarnición (apenas unos 200 soldados) resistió el quinto ataque polaco el 3 de junio de 1611, cuando tras 20 meses de asedio, y aconsejados por un traidor huido, Andréi Dedishin, descubrieron un punto débil en la muralla de la fortaleza y el 13 de junio el caballero de la Orden de Malta Bartłomiej Nowodworski, insedrtó una mina en el canal de desagüe de las alcantarillas que al explosionar creó una gran brecha en la muralla. La fortaleza cayó ese mismo día, tras una etapa de lucha calle por calle, en la cual unos tres mil rusos se quemaron a sí mismos en la catedral de la Asunción. Mijaíl Shein, herido fue hecho prisionero y en ese estado estaría durante los siguientes nueve años. Aunque la pérdida de Smolensk suponía un duro golpe para Rusia, este hecho liberaba tropas para combatir a la Mancomunidad en Moscú, donde Shein fue considerado un héroe por haber agunatado tanto como había podido. Smolensk sería protagonista de dos asedios más en esta guerra, en 1612 y en 1617, terminados con victoria polaca. | Guerra polaco-rusa (1609-1618)                                     | Basilio IV (r. 1606-1610)                                             |
| 31 de enero de 1610                          | Segismundo recibió una delegación de boyardos que se oponían a Shuiski y le pidieron que Ladislao fuera el zar. El 24 de febrero, Segismundo les envió una carta en la que mostraba su acuerdo, pero solo cuando Moscú estuviera en paz. | Guerra polaco-rusa (1609-1618)                                     | Basilio IV (r. 1606-1610)                                             |
| 23-24 de junio de 1610                       | Batalla de Tsaryovo-Zaymishche, entre las fuerzas polaco-lituanas al mando del hetman Stanislaw Zolkiewski, y las rusas dirigidas por Grigory Voluyev. La batalla terminó con una decisiva victoria polaca. | Guerra polaco-rusa (1609-1618)                                     | Basilio IV (r. 1606-1610)                                             |
| 4 de julio de 1610                           | Batalla de Klushino, en la que siete mil soldados de caballería polacos, con 5000 jinetes de la élite, los húsares alados, derrotaron a una fuerza moscovita muy superior, de unos 35 000-40 000 soldados, en Klushino. Estaa gran y sorprendente derrota, dejó en estado de shock a los rusos, abriendo una nueva fase en el conflicto. | Guerra polaco-rusa (1609-1618)                                     | Basilio IV (r. 1606-1610)                                             |
| 19 de julio de 1610                          | Basilio IV fue derrocado y forzado a convertirse en monje, siendo afeitado y recluido. Un grupo de nobles, los siete boyardos, lo reemplazó al frente del gobierno. Sin capacidad de oponer resistencia al ataque polaco, se vieron forzados a pedir "ayuda militar" a Polonia para sostener su régimen. | Guerra polaco-rusa (1609-1618)                                     | Ladislao IV de Polonia (r. 19 de julio de 1610-21 de febrero de 1613) |
| 27 de julio de 1610                          | Se estableció una tregua en la guerra. Los siete boyardos habían aceptado ya la victoria de Segismundo III y que Ladislao sería el nuevo zar, siempre que se convirtiera a la ortodoxia oriental. La Duma rusa votó para que el zar Shuyski fuera destituido del trono y prometieron reconocer al hijo y heredero de Segismundo Ladislao como zar, con la condición de que se limitaran severamente su poder y se convirtiera a la Iglesia Ortodoxa Rusa. | Guerra polaco-rusa (1609-1618)                                     | Ladislao IV de Polonia (r. 19 de julio de 1610-21 de febrero de 1613) |
| agosto de 1610                               | Segismundo rechazó las condiciones de los siete boyardos. Los polacos ocuparon Moscú ocuparon Moscú en septiembre de 1610 (hasta 1612). Los invasores dispusieron que Basilio Shúiski fuese enviado a Varsovia por el hetman polaco Stanisław Żółkiewski, para ser mostrado como trofeo de guerra al rey Segismundo III Vasa y jurarle lealtad. Basilio pasó el resto de su vida como prisionero de los polacos en el castillo de Gostynin, cerca de Varsovia, hasta su muerte en septiembre de 1612. | Guerra polaco-rusa (1609-1618)                                     | Ladislao IV de Polonia (r. 19 de julio de 1610-21 de febrero de 1613) |
| diciembre de 1610                            | Hermogenes, el patriarca de la Iglesia Ortodoxa Rusa, instó al pueblo moscovita a levantarse contra los polacos. | Guerra polaco-rusa (1609-1618)                                     | Ladislao IV de Polonia (r. 19 de julio de 1610-21 de febrero de 1613) |
| 11 de diciembre de 1610                      | Dimitri II el Impostor fue fusilado y decapitado por uno de sus séquitos. | Guerra polaco-rusa (1609-1618)                                     | Ladislao IV de Polonia (r. 19 de julio de 1610-21 de febrero de 1613) |
| 1-3 de septiembre de 1612                    | Batalla de Moscú (1612), estando los polaco-lituanos encabezados por el hetman lituano Jan Karol Chodkiewicz, y los rusos por Dmitri Pozharski. El enfrentamiento finalizó con una victoria táctica del Zarato. | Guerra polaco-rusa (1609-1618)                                     | Ladislao IV de Polonia (r. 19 de julio de 1610-21 de febrero de 1613) |
| 1613-1617                                    | Sitio de Smolensk (1613-1617). | Guerra polaco-rusa (1609-1618)                                     | Ladislao IV de Polonia (r. 19 de julio de 1610-21 de febrero de 1613) |
| 1615                                         | Lisowski Reid (1615) | Guerra polaco-rusa (1609-1618)                                     | Ladislao IV de Polonia (r. 19 de julio de 1610-21 de febrero de 1613) |
| 1 de noviembre de 1612                       | Minin y Pozharsky encabezan las milicias populares contra la presencia de los polacos en Moscú recuperando el Kremlin de Moscú. | Guerra polaco-rusa (1609-1618)                                     | Ladislao IV de Polonia (r. 19 de julio de 1610-21 de febrero de 1613) |
| 1613                                         | Guerra Ingria: Suecia invadió Moscovia. | Guerra polaco-rusa (1609-1618)                                     | Ladislao IV de Polonia (r. 19 de julio de 1610-21 de febrero de 1613) |
| 21 de febrero de 1613                        | Un Zemski Sobor eligió a Miguel Romanov, nieto del cuñado de Ivan el Terrible, zar de Moscovia. La dinastía Romanov gobernará hasta 1917. | Guerra polaco-rusa (1609-1618)                                     | Miguel Romanov (21 de febrero de 1613-12 de julio de 1645)            |
| 27 de febrero de 1617                        | Tratado Stolbovo puso fin a la Guerra Ingria. Kexholm, Ingria, Estonia y Livonia fueron a Suecia. | Guerra polaco-rusa (1609-1618)                                     | Miguel Romanov (21 de febrero de 1613-12 de julio de 1645)            |
| 6 de abril de 1617                           | Segismundo y Ladislao iniciaron una nueva campaña al trono. Ladislao era el comandante oficial, pero el control real del ejército lo tuvo el hetman Jan Karol Chodkiewicz. En octubre, las ciudades de Dorogobuzh y Viazma se habían rendido rápidamente, reconociendo a Ladislao como zar. Las fuerzas polaco-lituanas sufrieron derrotas entre Viazma y Mozhaisk, y los planes de Chodkiewicz de contraatacar y avanzar hasta Moscú fracasaron, ya que el apoyo ruso que habían tenido otras veces era inexistente. En respuesta a la invasión de Ladislao, los burgueses de la ciudad de Smolensk se rebelaron contra el dominio polaco, de modo que las fuerzas de Ladislao debíeron de luchar en su retirada de Rusia. Las tropas polacas de la guarnición de Smolensk fueron liberadas por la Lisowczycy, comandada por Stanisław Czapiński. | Guerra polaco-rusa (1609-1618)                                     | Miguel Romanov (21 de febrero de 1613-12 de julio de 1645)            |
| 11 de octubre de 1617                        | Chodkiewicz tomó la fortaleza de Dorogobuzh. | Guerra polaco-rusa (1609-1618)                                     | Miguel Romanov (21 de febrero de 1613-12 de julio de 1645)            |
| enero-julio de 1618                          | Batalla de Mozhaysk, una serie de batallas en la etapa final de la guerra en los accesos occidentales a Moscú. Durante meses de combates, los ejércitos rusos lograron mantener su capacidad de combate e impedir la rápida toma de Moscú. Sin embargo, la amenaza de cerco obligó a las tropas rusas a retirarse, abriendo el camino al enemigo hacia la capital. La ofensiva del príncipe Ladislao se retrasó, lo que permitió los preparativos para la defensa de Moscú. La tenaz resistencia de las tropas rusas disipó las ilusiones del príncipe polaco sobre la posibilidad de reanudar la época de los disturbios. Del lado del "legítimo zar Ladislao", sólo desertaron la guarnición de Dorogobuzh y varias aldeas cosacas. La rebelión contra los Romanov, que esperaban los invasores polacos, no se produjo. | Guerra polaco-rusa (1609-1618)                                     | Miguel Romanov (21 de febrero de 1613-12 de julio de 1645)            |
| 1618                                         | Petro Sahaidachny acordó unirse a la campaña contra el Zarato ruso. Su ejército de cosacos de Zaporozhia invadió desde el sur, capturando y saqueando varias ciudades, como Livny, Yelets, Dankov, etc., y luego se dirigió hacia Moscú. El ejército ruso que se oponía a los polacos se retiró a Moscú y el 2 de octubre Chodkiewicz y Sahaidachny lanzaron juntos un asedio a la capital rusa. Sus ejércitos no estaban preparados para un asedio prolongado y tras fracasar un asalto nocturno del 10 al 11 de octubre, se levantó el asedio. Fueron los últimos espasmos de la guerra. Comenzaron las negociaciones y se firmó un tratado de paz en diciembre de 1618. | Guerra polaco-rusa (1609-1618)                                     | Miguel Romanov (21 de febrero de 1613-12 de julio de 1645)            |
| 20 de julio de 1618                          | Batalla de Yelets, con la captura de la fortaleza de Moscú por los cosacos del hetman Petro Konashevych-Sahaidachny al comienzo de la campaña contra Moscú. Los cosacos destruyeron una poderosa guarnición que podría haber amenazado la retaguardia del ejército y cobraron un gran rescate de la gente del pueblo. | Guerra polaco-rusa (1609-1618)                                     | Miguel Romanov (21 de febrero de 1613-12 de julio de 1645)            |
| Septiembre-octubre de 1618                   | Batalla de Moscú (1618), la última acción militar importante de la campaña de Ladislao IV de 1617-1618 y de toda la guerra polaco-moscovita (1605-1618). Durante el breve asedio que duró varias semanas en el otoño de 1618, el asalto a la ciudad fracasó. Tras fracasar, el gobierno polaco-lituano llegó a la conclusión de que sería mejor lograr un acuerdo de paz. | Guerra polaco-rusa (1609-1618)                                     | Miguel Romanov (21 de febrero de 1613-12 de julio de 1645)            |
| 11 de diciembre de 1618                      | La Paz de Deúlino puso fin a la guerra, pactándose una tregua de 14 años y medio más. Moscovia cedió a la Mancomunidad de Polonia-Lituania el control sobre algunos de los territorios conquistados, incluyendo los territorios de Chernígov y Severia (Siewiersk) y la ciudad de Smolensk. Ladislao rechazó renunciar a sus reclamaciones sobre el trono ruso, incluso aunque Segismundo lo hubiera hecho. A pesar de que a la Mancomunidad esta guerra le reportó una ganancia territorial, fue muy costosa en términos de vidas y dinero. | Guerra polaco-rusa (1609-1618)                                     | Miguel Romanov (21 de febrero de 1613-12 de julio de 1645)            |
| 13 de febrero de 1619                        | Feodor Romanov (Filareto I), el padre de Miguel, fue liberado de la prisión polaca y se le permitió regresar a Moscovia . |                                                                    | Miguel Romanov (21 de febrero de 1613-12 de julio de 1645)            |
| 13 de febrero de 1632                        | La Paz de Deúlino expiró, y las hostilidades se reanudaron inmediatamente con la guerra de Smolensk, esta vez iniciada por los rusos, que quisieron aprovecharse de la muerte de Segismundo III. No pudieron recuperar Smolensk, Mijaíl Shein se rindió a Ladislao IV el 1 de marzo de 1634, y los rusos aceptaron el Tratado de Poliánovka en mayo de 1634, teniendo que pagar 20.000 rublos a la Mancomunidad, pero renunciando Ladislao a su derecho al trono ruso y reconociendo a Miguel como zar legítimo de Rusia, devolviéndole también la insignia real rusa. |                                                                    | Miguel Romanov (21 de febrero de 1613-12 de julio de 1645)            |

## Para saber más
- Henryk Wisner, Król i car: Rzeczpospolita i Moskwa w XVI i XVII wieku (El rey y el zar: República y Moscú en los siglos XVI y XVII), Książka i Wiedza, Warszawa, 1995, ISBN 83-05-12776-1
- Robert Szcześniak, Kłuszyn 1610, Bellona Dom Wydawniczy, 2004 ISBN 83-11-09785-2
- Tomasz Bohun, Moskwa 1612, Bellona Dom Wydawniczy, 2005, ISBN 83-11-10085-3
- Moskwa w rękach Polaków. Pamiętniki dowódców i oficerów garnizonu w Moskwie (Moscú en manos polacas. Memorias de comandantes y oficiales de la guarnición de Moscú). Platan, 2005, ISBN 83-89711-50-8

- Datos: Q1044829
- Multimedia: Polish-Russian War 1609-1618 / Q1044829